# 機動戰士GUNDAM 水星的魔女
《機動戰士GUNDAM 水星的魔女》是一部日本机甲动画电视连续剧，也是日昇工作室旗下高达系列作品之一。该剧由小林宽执导，大河内一楼负责剧本，于2022年10月至2023年7月间在日本首次播出。
故事发生在众多企业进军太空并构成巨大经济区的虚构世界。剧中介绍了被称为“GUND-ARMS”（简称“高达”）的机动战士。这是一种利用医疗技术“GUND”开发的武器，可以补偿因生活在太空中而造成的身体残疾。
本剧是自2015年機動戰士GUNDAM 鐵血孤兒睽違7年的GUNDAM系列新電視動畫作品，也是日本令和时代首部播出的主线高达系列作品，同时也是高达系列中第一部以女性和LGBTQ为主角的电视剧。该动画围绕资本主义和政治腐败展开，风格上受到莎士比亚的传奇剧暴风雨的启发，并融入了女巫审判的元素，这激发了高达技术的灵感。

## 概述
2021年9月15日，首次公佈有關本作的消息，宣佈本作將於2022年首播。2022年1月29日，宣佈本作將於2022年10月在每日放送、TBS電視台「日5」（星期日下午5時）時段首播。2023年1月8日，就在第一季最后一集播映的同时也宣佈第二季將於2023年4月在同樣的時段續播。值得注意的是，《水星的魔女》是第一部以女性为主角的高达系列动画连续剧，也是该系列历史上第四部以女性为主角的作品。
总的来说，执行制作人小形尚弘下达要制作出一部“大胆的作品”的指令，并从一开始就决定了要以庆祝高达系列50-60周年为目标，为下一代的男孩和女孩来创作故事。此外，从2020年开始，有关以女性为主角的提案开始浮出水面，小形尚弘也判断如果这对作品有必要性，那就没有问题。考虑到以上几点，以及虽然是原创但仍是高达作品的事实，需要具有创新思维、想象力和把握社会视角的人物为作品操舵。为此，自《铁血的奥尔芬斯》时期就与制作人冈本拓也素有交流的小林宽被任命为本剧导演。至于系列剧情的构成，在《Code Geass》系列和《Princess Principal》等原创作品中有着丰富的角色和世界观创作经验，并能以“女性为主角的高达”这一特殊主题和设定写出具有冲劲性剧本的大河内一楼被选作本剧的剧本统筹。为了给作品带来良好的刺激，“MORION航空”团队的MOGUMO和HISADAKE分别作为角色设定原案和设定协作，而JNTHED作为主角机体的机械设计师则是首次参与高达系列作品的制作。此外，为了让以前没有接触过高达的年轻一代能够毫无抵抗地进入作品，从主题曲负责人YOASOBI开始，包括PARCO等在播出时间负责歌曲提供的团体及组合也与动画制作组进行了深入合作。

## 故事簡介

### PROLOGUE
星元101年，随着企业向太空扩张，太空定居者（太空人）和地球居民（地球人）之间的冲突继续加剧。在小行星前线的弗尔克范格上的凡娜迪斯机构的实验室中，奥克斯地球公司的机动战士正在卡尔多·纳博的领导下进行开发。然而，魔灵高达量产试作型无法证明其所采用的GUND型的健全性，测试驾驶员埃尔诺拉·萨玛雅对此很焦虑。与此同时，在认为GUND型是具有危险性的德林·伦布兰的要求下，机动战士开发评议会决定对奥克斯地球公司执行《企业管理法》。评议会下属的一支特种部队“多米尼克斯队”被派往弗尔克范格，尽管埃尔诺拉的丈夫奈迪姆·萨玛雅等人进行了抵抗，镇压行动仍在继续。在包括卡尔多在内的许多人被杀的同时，魔灵高达验证并啟動了恰巧登上的埃尔诺拉的女儿艾莉克特·萨玛雅的生物识别訊息。埃尔诺拉惊讶地发现艾莉克特·萨玛雅可以指挥魔灵高达击落敌方机动战士，并使用魔灵高达逃脱。由于奈迪姆·萨玛雅的自我牺牲，埃尔诺拉等人成功离开，但弗尔克范格被摧毁，所有高达开发计划都被冻结。

### 第一季
星元122年，被称为“凡娜迪斯事变”的弗尔克范格袭击事件已经过去了21年的岁月，高达的开发者们被称为“魔女”。在水星长大的少女斯莱塔·墨丘利将入读贝纳里特集团运营的教育机构阿斯提卡西亚高等专门学园。斯莱塔在即将抵达学园的途中无意间救起了在宇宙空间漂流的德林·伦布兰的独生女米奥莉奈·伦布兰。而这也导致米奥莉奈前往地球以逃离德林控制的计划流产。自此之后，斯莱塔受米奥莉奈的胁迫接受由阿斯提卡西亚高等专门学园杰特克宿舍的宿舍长盖尔·杰特克挑起的机动战士决斗。其结果，斯莱塔以自己的爱机风灵取得了压倒性胜利，但也因此涉嫌使用高达而被机动战士评议会拘禁，陷入退学危机。然而，在米奥莉奈的直接谈判下决定了再次进行决斗，斯莱塔再次战胜了使用Ai跟場外作弊的盖尔。
就这样，斯莱塔得到了学园最强駕駛员的证明--“衛冕者”的称号以及米奥莉奈的新郎候选人的身份。虽然对不习惯的学园生活感到困惑，但斯莱塔还是加深了与地球宿舍的尼卡·七浦、雀丘利·潘兰杞、学园实力者佩尔宿舍的宿舍长伊兰·凯莱斯等人的友谊。但是，被改造为高达操纵者的伊兰的强化人4号在得知斯莱塔和自己不一样的情况下还是改变了态度，在輕鬆打倒了盖尔之后向斯莱塔提出了决斗。在尼卡等人的协助下，斯莱塔得以击败了伊兰驾駛的铁骑高达，但由于此时发生的GUND型的相互干扰，确定了风灵就是高达。斯莱塔因强化人4号的原型伊兰等人的计谋在贝纳里特集团的创业育成派对上被谴责。但凭借米奥莉奈的机智，以高达的安全利用为目的，顺势成立了高达公司，成功的避免了危机。
包括地球宿舍学生在内的斯莱塔等人，与沙迪克·泽内利率领的格拉斯利宿舍学生进行了一场团体决斗。沙迪克·泽内利率领的格拉斯利宿舍学生试图占有米奥莉奈和高达公司。但最终斯莱塔等人以微弱优势击败了沙迪克领导的恶魔审判者。之后，米奥莉奈等人利用GUND技术，成功建立起医疗相关业务。在米奥莉奈等人业务稳步推进的同时，贝纳里特集团内部也开始认真开展暗杀德林的行动。当斯莱塔和他的朋友们来到集团的开发基地奎达工厂接德林和风灵时，普洛斯佩拉透露了自己的真实身份就是埃尔诺拉·萨玛雅，并与德林进行了秘密谈话。就在这时，在沙迪克指示下的地球武装组织“弗特的黎明”开始发动袭击。当自称为“地球魔女”的苏菲·普罗涅和诺蕾雅·杜诺克驾驶的乌尔魔灵高达和索恩魔灵高达压倒了奎达工厂的机动战士部队时，斯莱塔在普洛斯佩拉的引导下，使用翻新的风灵击退了苏菲等人。接下来，斯莱塔用风灵的双手击碎了袭击米奥莉奈和垂死的德林的敌方士兵。斯莱塔没有反思这一残酷行为并松了口气，但米奥莉奈对斯莱塔的行为感到震惊，并称她为“杀人犯”。

### 第二季
对奎达工厂的袭击过去两周后，在对事件实施封锁的地球宿舍生们面前，假冒身份的苏菲·普罗涅和诺蕾雅·杜诺克以转校生的身份出现。斯莱塔无法忍受他们攻击即将承认自己是“弗特的黎明”的联络人的尼卡，因此向这两人发起决斗。苏菲等人在学校的公开日活动中，携带机动战士型GUND-BIT高沃尔瓦闯入了校园，造成了包括盖尔的弟弟劳达·尼尔在内的许多学生受伤。但苏菲在与斯莱塔单挑时，因无法承受风灵造成的数据风暴而丧生。
之后，一连串导致学生死亡的事件被掩盖，对“弗特的黎明”的强硬治安活动招致了对贝纳里特集团的批评。该集团决定为了改变局势举行下一届总裁选举。将自己的生命放在第一位而追随佩尔公司作为新伊兰的强化人5号，以及监禁自己养父萨里乌斯·泽内利并改变世界不平等的沙迪克，都瞄准了总裁的位置。在此期间，曾在“弗特的黎明”中作为俘虏生活的盖尔在面临生存危机的杰特克公司中开始重整旗鼓，而米奥莉奈则被普洛斯佩拉提出接管德林的秘密计划“寂静零号”。了解了普洛斯佩拉的过去后，米奥莉奈认为斯莱塔对母亲普洛斯佩拉报以毫不怀疑的态度是很危险的。于是米奥利奈让普洛斯佩拉承诺不会牵扯到斯莱塔，并以此为条件参选总裁。由于米奥莉奈停止了风灵的机能，斯莱塔最终败北，并失去了新郎的地位。从已经成为风灵一部分的艾莉克特·萨玛雅那里，斯莱塔得知自己是从艾莉克特的基因中产生的复制人，但她被已经达到了帕梅特刻痕第8层的风灵以及普洛斯佩拉视为不再是必需品而被抛弃。
为了扭转在总裁选举中的不利局面，米奥莉奈降落到地球的克茵哈伯。她试图通过全面推动GUND医疗来获得支持，并遏制地球上的反太空人运动。然而，获悉当地在秘密地在生产高达后，普洛斯佩拉和风灵发起了破坏行动。于是克茵哈伯变成了战场，米奥莉奈对此感到绝望。另一方面，盖尔得知了至今为止所有事件的幕后黑手是沙迪克，沙迪克和他的同伙们则被多米尼克斯队逮捕。在学校内，受沙迪克指使，从禁闭中被释放的诺蕾雅开始进行无差别攻击。诺蕾雅在接受强化人5号的劝说后立即被多米尼克斯队杀死，而学校则陷入了毁灭性的状况。
宇宙议会联合体很重视一连串的争乱，派遣了大量的机动战士和舰队来解散贝纳里特集团。但随后出现了以巨大要塞身份展现出来的普洛斯佩拉的“寂静零号”。在要塞的核心连接处，由空中操控的无数无人机“高诺德”进行了集中攻击，将联合体击退。目睹这一惨况，斯莱塔决心以自己的意志阻止艾莉克特和普洛斯佩拉。米奥莉奈在斯莱塔的鼓励下，虽然心怀罪恶感，也决心前进。米奥莉奈等人决定直接进入要塞内部掌控“寂静零号”。斯莱塔在前往接收作为诱饵的旧凡娜迪斯机体“凯列班高达”的路上被艾莉克特拦住了。米奥莉奈通过已故母亲留下的信息输入了停止代码，将“寂静零号”的功能停止。斯莱塔等人达成了目标，但随后宇宙议会联合体利用了武装化的星际激光传输卫星“ILTS”对他们进行了炮击。艾莉克特立即操控风灵高达以阻挡炮击并遭到重创。斯莱塔拒绝了普洛斯佩拉要求将重伤的风灵高达连接到“寂静零号”，而是将控制权移交给了凯列班高达操控，并由此对艾莉克特发起呼唤。艾莉克特响应了呼声，展开了广域传播的数据风暴。借此机会，米奥莉奈宣布了贝纳里特集团的解散和对地球资产的出售，以此来结束局势。不愿承认这一决定的宇宙议会联合体高层再次发动攻击，但是与凯列班高达响应的高达机体们发出的数据风暴导致“ILTS”停止运作。完成任务后的四台机体与“寂静零号”一起消失成为了帕梅特粒子。
3年后，经历了战斗的人们走上了各自的生活道路。幸存下来的斯莱塔与正式结为伴侣的米奥莉奈，解脱了复仇之心的普洛斯佩拉，以及作为吉祥物挂件继续生存的艾莉克特，一起过着平静的生活。

## 登场角色

### 主要角色
蘇萊塔·墨丘利（Suletta Mercury，聲：市之瀨加那）
本作女主角之一，風靈鋼彈和異靈鋼彈的駕駛者。阿斯提卡西亞高等專門學園駕駛員科二年級，學籍編號「LP041」，居住在地球宿舍。年約17歲，性格内向，不太擅长与人交往，正義感很高以及凡事要求公正公平。以母親普洛斯佩拉教導的話「逃跑只得一個結果，前進則可得兩種或以上的東西」為座右銘。
本篇開始時由母親以轉學生名義，安排到阿斯提卡西亞高等專門學園就讀駕駛科。在看到古爾·杰特克攻擊米奧琳涅·連布蘭以及破壞她的果園時出手阻止進而提出決鬥，其後擊敗對方，並讓古爾向米奧琳涅道歉，蘇萊塔因而成為新的決鬥「衛冕者」以及米奧琳涅的「新郎」。
可将帕梅特刻痕开至一般强化人无法达到的第6层，后揭晓是由于普洛斯佩拉原先的女儿艾莉克特·薩瑪雅的人格位于风灵高达之内，替其承受数据风暴之故。
在米奧琳涅結束相關人員調查後終於再次和她見面，然而談話間卻揭露蘇萊塔猶如普洛斯佩拉的扯線玩偶，即使母親要求她用高達殺人也會遵從。隨後在米奧琳涅和古爾的策劃下和古爾再次決鬥，因風靈被米奧琳涅停止運作下而敗給了駕駛達里巴爾迪的古爾，失去了衛冕者的身分。其后由風靈鋼彈（艾莉克特）告知自己只是由艾莉克特的基因创造的“第12個复制人”，是把風靈鋼彈引導至帕梅特刻痕第8层的鑰匙，随後被艾莉克特彈出駕駛艙。被撿回地球宿舍陷入消沉狀態，但从电视中得知普洛斯佩拉的复仇行动後開始振作，把座右銘改為「盡力做力有所及的事」。在覺得自己現下能做的事情就只有上學下繼續上課，但明顯心不在焉十分惦掛地球的事件，被佩特拉關切時還顯得十分沮喪。學園遇襲時目睹與自己一同逃生的佩特拉被壓在瓦礫下；在學園再次受襲後，積極救援他人及發放物資。
及後古斯頓來到學園希望她能幫忙阻止寂靜零號時，起初以自己已不可能勸服母親婉拒，更向在場人士訴說出自己與及風靈鋼彈的真實身分作為佐證。之後古斯頓提出有說服以外的選項並希望她駕駛異靈，貝爾梅莉亞聞之馬上想出言阻止的舉動讓她意識到自己沒有受到鋼彈的詛咒影響的原因是因為有艾莉代替自己承受、並得到了貝爾梅莉亞的附和；之後力排眾議地「即使什麼都得不到，做目前力能所及之事就好」為了阻止母親和姊姊的寂靜零號計劃。決定冒險駕駛異靈，跟隨古斯頓前去異靈的所在地。
經過西洋劍決鬥擊敗古爾取回衛冕者的身分，於米奧琳涅房間的門前告訴她自己將要出發的消息。言語間提到自己過去一直依賴母親和艾莉而畏懼於自己作決擇、因此對於殺人一直都嘗試說服自己是為了保護大家而做出正確之舉，但經歷學園遇襲後終於理解到不論對錯自己的所作所為都是無法重來，儘管什麼都得不到也只能繼續前進。
與米奧琳涅言歸舊好後，藉由因為是艾莉複製體而擁有的相當刻痕耐性成功開啟至異靈的帕梅特刻痕5，並駕駛著異靈獨自擔任前鋒出擊進入寂靜零號的數據風暴圈，負責吸引風靈鋼彈（艾莉克特）和GUND節點機的注意讓同學們能趁機進入寂靜零號。進入風暴圈後表示自己不想讓母親變成邪惡的魔法師所以更要阻止她，並表示自己很喜歡母親想待在對方身邊陪伴、也不想忘了艾莉她們；同時展現出高超的駕駛操作全力迴避攻擊。直到寂靜零號的系統停機前只讓異靈鋼彈的右肩被擊中一次。
當艾莉為自己捨身擋下衛星砲後，為了喚醒姊姊冒險進入更高層的刻痕領域而昏迷；醒轉後得知危機尚未解除，在盧吉的提示下趁著衛星砲充能的期間帶回風靈鋼彈殘骸，並成功喚醒艾莉與剩餘的感應砲子機。
回到寂靜零號後沒有按照母親的要求重新連結，而是嘗試發動廣域的數據風暴、要將作為開戰理由的寂靜零號和GUND-ARM全數摧毀以保全眾人，最終在強化人士4號、艾莉克特和姊姊們的幫助下成功越過刻痕領域八層的限制。
經過增幅的異靈鋼彈刻痕變為虹色，並將其餘的GUND-ARM（鐵騎、戰騎、風靈殘骸）作為節點機後除了一舉越權控制衛星砲，也順利讓寂靜零號與GUND-ARM全數自我分解；其後受到雀丘搭救生還。此後與米奧琳涅、母親（和姐姐們）在地球同居，不過因為數據風暴的影響身體尚未完全復原，至少有三年的時間無法正常行動，即使三年過去依然沒有放棄建設學校的夢想。正式和米奧琳涅結婚成為伴侶，左手無名指戴上和米奧琳涅成對的戒指。
米奧琳涅·連布蘭（Miorine Rembran，聲：Lynn（日本）；張乃文（台灣））
本作女主角之一，阿斯提卡西亞高等專門學園經營戰略科二年級，學籍編號「LS001」，也是学园理事长戴林格·連布蘭的女兒。外表靓丽，性格剛強，重情重義，因父親長期忽視家庭，連母親的喪禮也缺席的關係，以致父女關係十分惡劣。凡事堅持自己的立場，不過即使對於父親擅自決定自己得要和決鬥衛冕者結婚的作法感到不滿，卻只想著如何逃跑，夢想能在未來到地球自由生活。
本篇開始時曾差點從學園脫逃成功，但被蘇萊塔撿了回去；在學校遭受古爾的暴力脅迫，之後米奧琳涅在古爾與另外一位學生決鬥中意圖撞向蘇萊塔時救了她。在蘇萊塔向古爾提出決鬥並贏得勝利後，成為新任決鬥衛冕者蘇萊塔名義上的「新娘」。隨著劇情推進，受蘇萊塔的價值觀影響，開始鼓起勇氣面對父親的獨斷並展開實際的對應反擊行動。學習能力優秀，能在閱讀相關流程，便能理解及活用非自身專業的後勤人員知識及工作。受農業家的亡母影響，喜歡在温室種植農作物，甚至將學院長辦公室改造成其私人宿舍及温室。為了保護蘇萊塔及其視為家人的風靈鋼彈，成立鋼彈公司及低頭向父親爭取支持。
第16集時終於再次和蘇萊塔見面，然而在談話間發現蘇萊塔的不妥後立即前往質問普洛斯佩拉，卻反被對方道德勒索，亦被要求參選總裁選舉，以保障「寂靜零號」計劃；为参选总裁，米奧琳涅一方面需要杰特克公司的支持，另一方面期望苏莱塔脱离高达的诅咒及其母亲的控制，因而与盖尔·杰特克一同策划和苏莱塔决斗，并幕后操作使苏莱塔落敗。
雖決定出選總裁職位但因為缺乏實績在支持度上遙遙落後於沙迪克，在普洛斯佩拉的提示下決定前往地球調停地球居民與企業之間的嚴重衝突，並要求普洛斯佩拉駕駛維持學園用機規格、不攜帶武裝的風靈鋼彈同行；一方面想和平解決事態將之納為自己的功績，另一方面則想藉由這樣子的風靈鋼彈在談判中向世人展示鋼彈公司的理念。
面對態度強硬無意談判的地球居民代表，好不容易用鋼彈公司研發中的醫療裝具打開話匣得到一點認可、並透過承諾會當上總裁換取到對方在選戰結果出來前暫停示威活動，努力卻立刻在普洛斯佩拉設局引發的武裝衝突下化為烏有，更陷入自己引發衝突的內疚之中，後因普洛斯佩拉的暴力鎮壓，正式被推選接任總裁之位。但她卻陷入了認為自己引發了這些衝突讓人們生靈塗炭的內疚之中。後目睹寂靜零號殲滅宇宙聯合艦隊感到自責，將自己關鎖在房間數日。
在蘇萊塔要出發阻止寂靜零號前雙方隔門對話，起初表示自己現下沒法講出鼓勵她的場面話、並說經歷過因為自己的錯誤決擇而連累到許多人後已經不想再做錯事，但蘇萊塔回應說自己能走到今日正是因為遇上她，而這個絕對不是錯誤。經過蘇萊塔的開導決定正對自己的罪孽，一方面也和沙迪克提出交易協助自己。之後到甦醒的父親面前表達自己不會逃避公司的事情與及鋼彈的詛咒，要他不能放棄希望就此掛掉。在準備跟地球宿舍的學生一起出發前於更衣室裡自蘇萊塔處得知自己一直種植的番茄品種名稱的真正意義、與及在番茄的DNA序列中埋藏了母親表示自己永遠跟她連繫在一起的話語，她則向蘇萊塔表示今後會再栽種番茄。
成功進入寂靜零號後一邊挺著普洛斯佩拉的壓制火力一邊嘗試輸入事先準備的緊急停止代碼讓寂靜零號停機，但因為普洛斯佩拉已事先把緊急停止代碼都改了全都不成功，索性避開管理者權限繞到系統後台要接管內部系統。進入後台後發現母親的名字出現於管理系統的名單之上，進入後出現了一個問題是「我們的番茄怎樣？」並附上對應DNA序列的視窗，想起之前蘇萊塔告訴自己有關番茄的事情後馬上輸入該句隱藏留言對應的DNA序列碼，成功登入後台接管寂靜零號並打開了通訊系統，使貝納里特集團的人們能從外部駭入並接管寂靜零號停止數據風暴。完事後對普洛斯佩拉伸出手、以對方的座右銘「前進的話可以得到兩個」回嗆勉勵著她要如自己所說般向前邁進，並表示不論她抑或蘇萊塔還是艾莉全都會成為自己的家人。在得蘇萊塔和艾莉引發的數據風暴下向全地球圈傳達了下列的宣言：按照沙迪克本來的計畫解散了貝納里特集團，已申請進行清算手續，將集團（包括葛雷斯利及佩爾公司）的資產以轉賣予地球方面企業或合併處理等方式分予地球居民，還將公開宇宙議會連合理事會跟佩爾公司相互勾結策畫一連串事件的證據，以及沙迪克的宣誓供述書。
事件結束後與蘇萊塔和普洛斯佩拉共同在地球生活，在後腦勺裝了一個疑似是通訊器的組件，用以跟艾莉克特交流。同時回歸鋼彈公司開發輔具、四處遊走以調停仍然存在的地球和宇宙居民紛爭。正式和蘇萊塔結婚成為伴侶，左手無名指戴上和蘇萊塔成對的戒指。

### 阿斯提卡西亞高等專門學園

#### 地球宿舍
妮卡·七浦（Nika Nanaura，聲：宮本侑芽、白石晴香（代配，第10－12話）（日本）；蔡雅如（台灣））
機械科二年級，學籍編號「LM236」。來自地球的孤兒，為人和善，眼睛與短髮髮尾皆為天藍色。第一個願意幫助蘇萊塔·墨丘利的學生，邀請她入住地球宿舍。暗中擔任沙迪克與「弗德之黎明」之間的聯絡人，本身也是透過沙迪克安排的空殼公司推薦入學，但內心並不贊成組織以暴制暴的行動。被蘇萊塔問到緣由時只是支吾以對，獨自離開後偷偷致電前線管理公司要坦承某件事，卻被艾娜歐發現和制止，被對方帶走。在弗德之黎明亂入大亂鬥搗亂後被前線管理公司要以恐怖分子共犯的罪名通輯，連地球宿舍的學生們也受牽連並被停學一周。之後躲藏在沙迪克的葛雷斯利宿舍內接受保護，並從同樣受保護的強化人士5號口中得知伊蘭替身和駕駛鋼彈會損害壽命的真相，並知道蘇萊塔和風靈鋼彈是唯一的異端。
在沙迪克解除門鎖後趁亂逃回地球宿舍，儘管因自己的雙重身份導致地球宿舍陷入危機而心懷愧疚，仍然被地球宿舍的成員所接納，並受馬爾丹所託協助雀丘調整迪米馬鎧機。
見到前來道歉的馬爾丹表示自己依然沒有放棄成為宇宙與地球間的橋梁，會在退學後自首、再憑藉己力重新就學。
於攻略寂靜零號時搭在迪米馬鎧機的バオリパック上與雀丘一同出擊。事情結束後自首，在獄中不忘學習並通過了證照考試，依約重新考入學園。三年後出獄時向同伴們表示有信心在工作的同時回學園就讀。
雀丘利·潘蘭杞（Chuatury Panlunch，聲：富田美憂（日本）；詹雅菁（台灣））
駕駛員科一年級，學籍編號「MP039」。來自地球，說話直接不留情面，不滿將地球人看成鼠輩的宇宙人，頭髮為兩顆顯眼的粉色丸子頭，地球宿舍的夥伴都叫她「雀丘」，部分學生也會稱她為「蓬蓬頭」。虽然性格火爆，但非常关心同伴。擁有不俗的駕駛能力 ，即使是機體性能弱於對方也能用肩部裝甲迴避數次鋼彈的攻擊。火爆的個性也充分展現在駕駛MS上，曾多次將MS手中的光束狙擊步槍當作鈍器揮舞。
一開始對著身為宇宙居民的蘇萊塔抱有強烈敵意，後續得知蘇萊塔的處境以及身上背負著故鄉的期望之後逐漸認同蘇萊塔並為了她和帶頭霸凌的宇宙居民學生爆發肢體衝突。在大亂鬥時對於之前葛雷斯利宿舍打壞她的迪米教練機感到氣憤，卻因奎達工廠事件的陰影導致失常，在蘇菲及諾蕾雅闖入會場開始攻擊在場學生時一度起了殺心，被呼救的菲爾西打斷後選擇放下偏見前去救援。
得知妮卡被帶走、自己的迪米教練機和風靈被沒收，氣的抄起扳手打算去向對方討公道而被地球宿舍的成員制止。被米奧琳涅通知妮卡不在前線管理公司後一改原本的火爆性格，選擇等待並向米奧琳涅道謝。在諾蕾雅駕駛索恩魔靈並帶領多架鋼沃爾瓦攻擊學校時，因為自己的迪米教練機和地球宿舍一同被炸毀而無法反抗，被在場的塞西莉亞得知後出借布里翁公司的迪米馬鎧機讓雀丘能夠進行戰鬥，之後和被壓制的菲爾西並肩作戰，在戰鬥結束後駕駛迪米馬鎧機協助救難隊搬開倒塌的建築物，看到被戰鬥波及而不幸殞命的學生感到氣憤。儘管相當不樂見蘇萊塔再次搭上鋼彈，不過在第21話見到她的決心後也跟著一起出發。然後低聲下氣去和布里翁宿舍借迪米馬鎧機。寂靜零號以及GUND-ARM全數因為數據風暴崩解後，再次搭上馬鎧機救回在宇宙漂流的蘇萊塔等人。
戰後跟盧吉一起在前線工作，不時為盧吉亂改機動載具的規格罵他「臭宇宙阿宅（クソスペギーク）」。
馬田·阿普蒙特（Martin Upmont，聲：榎木淳彌）
經營戰略科三年級。地球宿舍的舍長，個性優柔寡斷。於奎達工廠襲擊事件中發現妮卡發放暗號拯救地球宿舍所有成員，因而知道妮卡有隱瞞大家的秘密，其後向前線管理公司舉報對方，結果反導致地球宿舍的成員都被標籤為恐怖份子。因為妮卡的事情以及地球宿舍的處境而身心俱疲，壓力過大之時跑去向輔導室內的哈囉訴苦，卻反被輔導室另一端的塞西莉亞得知一切，經過塞西莉亞的「開導」之後決定回到地球宿舍向所有人坦白一切，受到地球宿舍成員的諒解。學園襲擊事件過後在第21話跟妮卡私下溝通時流著淚向她致歉，不過妮卡回應指自己正因為遇見了包括他在內的大家才能不放棄地努力下去，於是著妮卡如有什麼問題都能跟他傾訴。當雀丘表示要跟蘇萊塔一起走後附和著表示自己不想再讓同伴們孤軍奮戰，決心要跟她們同行。之後被迫向塞西莉亞允諾會給借用迪米馬鎧機的損傷買單。
努諾·卡爾岡（Nuno Kargan，聲：畠中祐）
機械科二年級，精通軟件的技術人員。
奧傑洛·加貝爾（Ojelo Gabel，聲：KENN）
機械科二年級，地球宿舍的開心果，喜歡賭博。
莉莉克·卡多卡·莉帕蒂（Lilique Kadoka Lipati，聲：稻垣好）
經營戰略科一年級。體型豐滿，個性開朗，很受男同學歡迎。
阿利亞·瑪華殊（Aliya Mahvash，聲：島袋美由利）
機械科三年級，喜歡占卜和照顧家畜。
提爾·利斯（Till Nys，聲：天崎滉平）
機械科三年級，沉默寡言，默默支持其他同學。

#### 杰特克宿舍
古爾·杰特克（Guel Jeturk，聲：阿座上洋平、長谷川育美（幼年）（日本）；蔣鐵城（台灣））
杰特克宿舍的宿舍長，駕駛員科三年級，學籍編號「KP001」。貝納里特集團三巨頭之一「杰特克公司」的繼承人，決鬥委員會委員之一，夢想是加入「多明尼克斯隊」。在蘇萊塔入學前是全學園排名第一的駕駛員，曾通过决斗成为米奥莉奈·伦布兰的未婚夫候选人。性格粗暴，容易发怒，自尊心重，对自己的技术十分自信。
曾暴力傷害米奧琳涅，被蘇萊塔阻止並被提出決鬥，最終二度被她擊敗，但亦因此開始關注蘇萊塔，甚至在一時衝動下向她求婚。其後自作主張想替蘇萊塔出頭而私自和伊蘭·凱萊斯（強化人4號）決鬥，卻敗給鐵騎鋼彈，因此被父親中止援助及被趕出杰特克宿舍。之後擅自離家出走化名「鮑伯」到運輸公司工作。
在工作期間被捲入自己父親與沙迪克的戴林格暗殺計劃中，因為得知蘇萊塔在工廠附近戀愛腦發作，偷出杰特克公司機體駕駛脱離恐怖份子的綁架。然而被正在駕駛機體的父親誤會為敵人，反擊之後才發現自己誤殺父親。
奎達工廠事件後被奧爾柯特帶到地球，在見識到人間煉獄後只想著回去繼承家業重振杰特克。
回到宇宙後再次與蘇萊塔表白被拒绝。随后為了重建杰特克答應米奧琳涅要求第三次与苏莱塔决斗。決鬥過程差點被蘇萊塔的風靈鋼彈炸成灰，但因為米奧琳涅即時將風靈關機最終才得以獲得勝利。
在前往地球談判的中途因為要歸還地球小孩的帽子丟下重要職務不管擅自離開談判現場，因凱南吉一同知悉沙迪克是奎達工廠事件和開放校園日事件的主謀後打算馬上前去逮捕對方，隨後不顧米奧琳涅與凱南極的勸告擅自與沙迪克決一勝負。靠著人工智慧與機體優勢與沙迪克駕駛的惡魔審判者打成兩敗俱傷，並在機體爆炸前成功逃生，雖然沙迪克被捕但也造成學園死傷慘重。
寂靜零號的決戰前提出與蘇萊塔使用西洋劍決鬥，雙方於劍擊中短暫交鋒後又再一次敗在蘇萊塔手上。第23集被精神失常的勞達所駕駛的戰騎鋼彈打的殘破不堪，一場鬧劇後古爾駕駛的迪蘭薩被戰騎鋼彈捅穿駕駛艙，座機即將爆炸之際被菲爾西開著迪蘭薩所發射的冷卻劑所救。戰後繼續擔任杰特克公司的CEO販售MS武器，因公司沒落與伊蘭（本尊）談生意，在利益分配上受到壓制。
勞達·尼爾（Lauda Neill，聲：大塚剛央、會澤紗彌（幼年））
駕駛員科三年級。古爾同父異母的弟弟，從母姓，兩兄弟感情深厚。平时沉默寡言、个性孤独。在古爾離開杰特克宿舍後，代替他成為宿舍舍長及決鬥委員會委員。於父親死後，成為杰特克公司的代理執行長。
在古爾陪同米奧琳涅前往地球期間意外發現到戰騎鋼彈，在古爾跟沙迪克交戰時，透過通訊自後者得知父親原來是死於兄長之手，於事件暫時告一段落後得知女友受重傷，在接二連三的打擊且與古爾缺乏溝通的情況下，認定米奧琳涅就是導致一切的元凶，之後搭上戰騎鋼彈要去殺她並跟想阻止自己的古爾開戰。戰鬥中指責米奧琳涅把鋼彈帶到地球挑起事端導致佩特拉受害，並對於古爾向自己隱瞞父親死亡的真相深深不忿、以為自己在對方眼中不可靠所以他才不讓自己承擔。
在一場鬧劇後兩人和好。
在結局中在跟古爾的通話中表示想待在佩特拉的身邊。
菲爾西·洛羅（Felsi Rollo，聲：高田憂希）
駕駛科二年級，個性衝動，做事不顧後果，非常崇拜古爾。在古爾和蘇萊塔的第二場決鬥中和佩特拉一起操控決鬥場的灑水系統干擾蘇萊塔，後來被駕駛機動載具的米奧琳涅阻止。於大亂鬥時向在場的所有駕駛員求救後獲得雀丘的幫忙使勞達獲救，亦因此對地球宿舍稍為另眼相看。第23話在古爾的迪蘭薩即將爆炸之際，以發射冷卻劑及時阻止了鬧劇。戰後在伊蘭（本尊）的幫助下連同其他杰特克宿舍的學生一起找到了新工作。
佩特拉·易達（Petra Itta，聲：廣瀨有紀）
機械科二年級，個性沉著，和好友菲爾斯同樣是古爾的跟班之一，對勞達有好感。在古爾和蘇萊塔的第二場決鬥中和菲爾西一起操控決鬥場的灑水系統干擾蘇萊塔。學園遇襲時被壓在瓦礫下重傷，儘管之後獲救但一時仍未脫離危險期。於結局中雙腿裝上GUND義肢進行復健。
卡米爾·凱辛克（Kamil Kaysink，聲：山下大毅）
機械科三年級，為整備主任。

#### 佩爾宿舍
伊蘭·凱萊斯（Elan Ceres，聲：花江夏樹）
佩爾宿舍的宿舍長，駕駛員科三年級，學籍編號「KP002」，決鬥委員會委員之一。与贝纳里特集团内的佩尔公司有很深的渊源，通常会由整容成他模样的强化人代替上场参与学园中的事务。
伊蘭·凱萊斯（本體）
由佩爾人工智能系統選出的公司領導，被稱呼為「少爺」，亦是眾多「伊蘭·凱萊斯」強化人的原型。雖然各種天份都極為優秀（S級），但駕駛水平只有C級，不足以成為決鬥衛冕者，故暗中安排強化人代替自己上學和決鬥。
個性輕浮，看不起擔任自己替身的強化人。在4號被銷毀後短暫代替他與蘇萊塔接觸，在5號接任前掛名休學。
雖然有意出選貝納里特集團總裁選舉，但CEO們基於佩爾評比系統的分析認為現在還不到他出場的時候，讓他旁觀。最後得知佩爾公司的資產被米奧琳涅賣光後瞬即給CEO們遞上辭呈跳槽，道別離去前還嘲諷她們自己待在佩爾評比系統之下只會被養到死，而辭呈內容還表明自己已經厭倦CEO們的態度。
在後日談到杰特克公司就提供新事業的機會跟古爾洽談生意，言談裡提到自己救了學園幫助其繼續營運，並協助杰特克公司的員工找到新工作。因為在離開當時提到自己被獵頭，加上賽西莉亞擔任他的秘書，猜測他在戰後跳槽到布里翁公司。
強化人4號
故事最初登場的伊蘭·凱萊斯，對MS決鬥與人類毫無興趣，被一部份學生稱為「冰之王子」。實際上是佩爾公司高層私下改造、得以駕駛鋼彈戰鬥的強化人，失去了自己原本的容貌和身份，並代替真正的伊蘭入學及駕駛鋼彈，故視鋼彈為詛咒。曾經以為蘇萊塔和自己一樣是强化人，但在他借用風靈鋼彈駕駛及檢查後，得知蘇萊塔是沒經歷過痛苦的普通鋼彈駕駛員，頓時心生嫉妒。聞訊趕至的古爾看見同場的蘇萊塔淚眼盈眶於是要為她出頭；正好貝爾梅莉亞想在戰風靈鋼彈前先測試一下鐵騎鋼彈，於是向古爾提出挑戰並在決鬥中狠狠地將對方擊敗，贏得挑戰蘇萊塔和風靈鋼彈的機會。
儘管接受了決鬥但只覺得莫名遭不喜歡被問及生日的對方討厭的蘇萊塔一直想不出要賭上的條件，但在駕機強闖佩爾宿舍要與他溝通、並開廣播給他唱生日歌後決定若自己勝出便要對方告訴自己更多關於他的事情。決鬥中坦白自己只是為了鋼彈而被創造出來的棄子，指她既已擁有他沒有的一切（朋友、家人、過去、未來、夢想）便那該把決鬥的勝利讓給自己才算公平。
纏鬥至把帕梅特刻痕開到4後終於逮到風靈鋼彈，但在能解決對方之際風靈鋼彈的GUND子機突然放出一陣類似干擾的波動使鐵騎鋼彈的GUND子機全數停擺，他更從對方的GUND子機裡看見一群小孩子的幻影（艾莉克特及其複製人妹妹們），然後下一瞬間乘機便被GUND子機圍攻並轟斷一邊頭部天線分出了勝負。敗予蘇萊塔後原本只在夢裡看見的慶生情景再次浮現，從中明白自己其實並非一無所有，並把替自己慶生的女性身影跟前來救他的蘇萊塔重疊。
在戰敗後得到蘇萊塔陪他生日的諾言後，終嘗到一絲人間温暖，然而隨即被公司高層們廢棄及銷毀。死前為未能赴約的自己唱生日歌。在結局中，於寂靜零號的數據風暴中現身，儘管早已死亡但因為強化人士的類器官檔案被編入數據風暴之中（自稱是跟艾莉克特差不多的處境），蘇萊塔想為自己導致了他的死亡道歉，他則回應對於與她決鬥並不後悔，還反過來為自己沒能赴約向她致歉。隨後協助蘇萊塔提升刻痕等級展開數據風暴喚醒艾莉克特及其複製人姊妹們的意識。
強化人5號
接替4號擔任伊蘭替身的強化人。性格和伊蘭本人接近，被選為替身的理由是「個性同樣惡劣」。為了奪取風靈鋼彈給派去刻意接近蘇萊塔，企圖籠絡對方並挑撥她與米奧琳涅的關係。
性格跟「本尊（實指4號）」差異之大毫不意外地讓周圍人都懷疑是不是換了個人；本人對於4號似乎有所認識，知道他的為人性格和下場。相比起4號更明哲保身，為了保命不會隨便使用帕梅特刻痕。因為大亂鬥中的表現被高層視為消極，為了保命只能試著取得風靈的控制權，卻被风灵高达中的艾莉克特使用數據風暴伤害身体只能抱頭鼠竄，及後與贝尔梅里亚的對話間亦展露了藏在輕浮下的真實性格，充滿對強化人實驗的憎恨。在貝爾梅莉亞拒絕幫助他奪取風靈鋼彈後嘲諷她只為了自己活命而搞出人體實驗、肆意操弄強化人士並把他們的未來當作無物，並揚言會把她的事情向上頭告發。
狗急跳牆之下直接去溫室找蘇萊塔、甚至拿出電擊棒企圖動粗要她交出風靈鋼彈，但被古爾打得狼狽而逃。
失敗後明白自己在佩爾公司已無處容身，於是循著在大亂鬥裡懷疑「（弗德之黎明的）鋼彈與葛雷斯利可能是一伙」的想法去葛雷斯利宿舍套話，逃到葛雷斯利宿舍苟且偷生，及後向同樣被軟禁在葛雷斯利宿舍的妮卡透露伊蘭替身和駕駛鋼彈會損害壽命的真相。在被軟禁時多次閃避諾蕾雅的攻擊，卻因為兩人同為鋼彈駕駛員的「詛咒」所苦而逐漸產生感情。
沙迪克放棄軟禁三人後緊隨諾蕾雅離開葛雷斯利宿舍，並搭上烏爾魔靈高達欲說服諾蕾雅一起逃離，在成功使諾蕾雅冷靜下來後卻親眼目睹諾蕾雅在其面前被擊穿駕駛艙，因情緒激動使用了帕梅特刻痕並以GUND系統操控鋼沃爾瓦攻擊多米尼克斯隊；之後從學園試驗場牆壁破洞離開。事件結束後，機體在太空中被回收但本人行蹤不明。後證實他暗中棄置機體及逃回地球宿舍，偷聽到蘇萊塔坦白身世及前往寂靜零號的計劃後，主動現身及要求一起前往，並向宇宙議會聯合特工提出以佩爾公司進行非人道實驗的證據來換取無罪釋放的自由，同時也向蘇萊塔道歉及答應告知有關4號強化人的事。離開學園前的傍晚在蘇萊塔與伊蘭（4號）當時相約的綠地告知她強化人士的來龍去脈，還感慨4號那樣的終局（有人記得自己的存在）已屬不錯；對於聞之感傷的蘇萊塔問她覺得害怕的話為何不選擇逃避，蘇萊塔則回應說現在的自己不再受別人影響下作出了要跟母親和艾莉對話的決定，聽過她的說話後拿出諾蕾雅的素描本兀自翻閱。因為鐵騎鋼彈本身設計無法承受高等級刻痕，加上本人不想暴露在刻痕8之下死掉而拒絕擔任前鋒，攻略寂靜零號時與米奧琳涅等一行人搭乘舊式太空船前往進入寂靜零號。在內部跟普洛斯佩拉對峙並爆發槍戰時與米爾梅莉亞聯手擊倒了3架由哈囉操縱的警備機器人；最後趁普洛斯佩拉接近並企圖收拾米奧琳涅時以擊東擊西戰法槍擊對方，先打中普洛斯佩拉身旁的警備機器人再跳彈擊飛了她的頭盔。在寂寞零號的數據風暴中，與諾蕾雅及蘇菲的靈魂重遇。戰後似乎成了探險家，帶上諾蕾雅的素描本於地球尋找她描繪的風景，還抱怨有夠難找。

#### 葛雷斯利宿舍
沙迪克·澤內利（Shaddiq Zenelli，聲：古川慎）
葛雷斯利宿舍的宿舍長，駕駛員科三年級，學籍編號「KP003」，貝納里特集團三巨頭之一「葛雷斯利」執行長萨里乌斯的養子。擁有金髮碧眼，地球人和宇宙居民所生的混血兒，代號「王子」。在決鬥委員會委員中擔任仲裁人，亦有改動校規的權力，本人很少接受和提出決鬥。尚未畢業已開始參與葛雷斯利公司的業務，是公司的幹部候選人之一，內心卻認為公司及養父現有的視野過於狹隘，一直有瓦解貝納里特集團的計劃。
受養父委托監視蘇萊塔，稱呼她為「小水星」。和米奧琳涅是青梅竹馬，喜歡對方，曾為保護米奧琳涅和發展自己的野心，運用謀略意圖使她讓渡鋼彈公司，但失敗告終。在得知維姆·傑特克企圖再次暗殺德林·連布蘭後決定參與計劃，連同維姆一併暗算，从而与“弗德之黎明”合作策划袭击奎达工厂，事件後被父親要求返回學園、一時遠離決鬥與公司事務息事寧人，但為了強迫對方接受自己的計畫策劃了在開放校園日藉大亂鬥綁架其養父的行動。
被葛雷斯利收養前的本名為「伊爾·奧格爾」，因為其傑出的能力在就讀葛雷斯利的人才培育計畫「學院」時，獲得了「王子」的外號，也因此結識了以莎賓娜為首的五位駕駛科親信。
莎賓娜·法爾丁（Sabina Fardin，聲：瀨戶麻沙美）
駕駛員科三年級，學籍編號「KP014」。才華洋溢，不論學園內外都是沙迪克的得力助手。在學園裡與下面四位親信一樣擁有自己的粉絲團。在大亂鬥時駕駛海因德里代表葛雷斯利宿舍出戰，將風靈和鐵騎視為優先處裡的目標，在蘇菲和諾蕾雅闖入會場後與蕾妮掩護執行綁架作業同伴。在沙迪克敗給古爾之後和其餘四人皆遭到前線管理公司逮捕。在結局中，因沙迪克主動承擔所有罪名而獲得釋放，加入鋼彈公司協助米奧琳涅完成沙迪克重建地球的願望。
與妮卡同樣出身地球，接受葛雷斯利公司資助入讀學園，為此被諾蕾塔斥為叛徒。
由於沙迪克的頂罪，在事件後和親信們無事回到日常生活，為了地球和宇宙的和平與米奧琳涅一行人持續奔走。
韻妮·哥斯達（Renee Costa，聲：鈴代紗弓）
駕駛員科二年級，學籍編號「LP013」。因自己的後備男朋友12號喜歡上莉莉克卻被拒絕，故對她懷恨在心。代表沙迪克出任決鬥委員會時不滿代表杰特克宿舍的菲爾西在場。在大亂鬥時駕駛海因德里代表葛雷斯利宿舍出戰，將風靈和鐵騎視為優先處理的目標，在蘇菲和諾蕾雅闖入會場後與薩賓娜掩護執行綁架作業的同伴。在沙迪克敗給古爾之後和其餘四人皆遭到前線管理公司逮捕。在結局中，因沙迪克主動承擔所有罪名而獲得釋放，加入鋼彈公司協助米奧琳涅完成沙迪克重建地球的願望。
與妮卡同樣出身地球，接受葛雷斯利公司資助入讀學園。
伊利沙·普萊諾（Ireesha Plano，聲：前川涼子）
駕駛員科二年級，學籍編號「LP012」。內心軟弱，常常自信不足，和個性相反的美絲關係很好。在蘇菲和諾蕾雅闖入會場時和梅西一起擊倒隨扈後將薩里烏斯綁走。在沙迪克敗給古爾之後和其餘四人皆遭到前線管理公司逮捕。在結局中，因沙迪克主動承擔所有罪名而獲得釋放，加入鋼彈公司協助米奧琳涅完成沙迪克重建地球的願望。
與妮卡同樣出身地球，接受葛雷斯利公司資助入讀學園。
美絲·美以（Maisie May，聲：貫井柚佳）
駕駛員科二年級，學籍編號「LP011」。個性正面樂觀，總是對身邊的人充滿笑容。在蘇菲和諾蕾雅闖入會場時和伊蕾莎一起擊倒隨扈後將薩里烏斯綁走。在沙迪克敗給古爾之後和其餘四人皆遭到前線管理公司逮捕。在結局中，因沙迪克主動承擔所有罪名而獲得釋放，加入鋼彈公司協助米奧琳涅完成沙迪克重建地球的願望。
與妮卡同樣出身地球，接受葛雷斯利公司資助入讀學園。
艾納奧·爵斯（Henao Jazz，聲：若山詩音）
駕駛員科三年級，學籍編號「KP015」。沉默寡言、直覺強烈的神秘系少女。在妮卡連絡前線管理公司時阻止她並以不能瞞著沙迪克擅自行動為理由將其帶回葛雷斯利宿舍。在沙迪克敗給古爾之後和其餘四人皆遭到前線管理公司逮捕。在結局中，因沙迪克主動承擔所有罪名而獲得釋放，加入鋼彈公司協助米奧琳涅完成沙迪克重建地球的願望。
與妮卡同樣出身地球，接受葛雷斯利公司資助入讀學園。

#### 布里翁宿舍
塞西莉亞·多特（Cecilia Dort，聲：山根綺（日本）；詹雅菁（台灣））
經營戰略科二年級，布里翁宿舍的宿舍長。白髮黑皮膚的女性，決鬥委員會委員之一，喜歡諷刺他人。儘管喜愛挖苦別人卻十分照顧同學，在輔導室得知地球宿舍的事情後「開導」馬爾丹讓其回到地球宿舍坦白一切。在學園遭受諾蕾雅攻擊時將布里翁公司的最新試驗機「迪米馬鎧機」借給雀丘進行戰鬥。戰後擔任伊蘭（本尊）的秘書但不改毒舌本色，後日談裡當伊蘭跟古爾談生意時，先是吐槽老闆哪來面子叫古爾乖乖聽話，明明文件都自己做的，然後當古爾抱怨利益分配方式對杰特克公司太嚴苛時，又語帶諷刺地問「你不是想重振公司嗎？」。
盧吉·香堤（Rouji Chante，聲：佐藤元）
機械科一年級。深藍頭髮白皮膚的男性，決鬥委員會委員之一，擁有眾多MS的數據。隨身攜帶一台改裝過的哈囉作為幫手，甚少開口說話，多半由哈囉代為發言。曾經稱讚地球宿舍做的GUND義肢很美麗，對妮卡有好感。因為對寂靜零號有興趣，於是作為塞西莉亞願意借出迪米馬鎧機的附加條件跟隨蘇萊塔等人一同出發。戰後跟雀丘一起在前線工作，對於雀丘不時的語言暴力老神在在，並輕鬆以一句「這是言語霸凌」反擊對方。

### 貝納里特集團／MS開發評議會
貝納里特集團是结合了地球与宇宙的多家公司的巨型企业联合体，主要产业是MS的制造与开发。有三家分公司，分别是擅於開發以地上運用為重點的MS的杰特克重型機械，擅於開發重視機動性及飛行能力的MS并且有秘密开发禁忌的鋼彈和人体改造研究的佩爾科技，擅於研發性能全面器用貧乏的MS和研究妨礙GUND型的裝置「反制」的葛雷斯利防禦系統。在故事的结局中被清盘解散，资金被用于地球重建，但经过三年之后，除佩爾科技外，另外两家基本上重新组建并收回相关资金。
MS開發評議會则是以互相協助研發MS為目的而成立的組織，各方MS製造企業的CEO皆為會員。
戴林格·連布蘭（Delling Rembran，聲：內田直哉）
貝納里特集團的總裁，同時是MS開發評議會監察機構——「聖堂」的總代表。前軍人，認為鋼彈是罪惡的一切。然而，他也暗中發展以鋼彈技術為基礎的「寂靜零號」計劃。
在《PROLOGUE》時是葛雷斯利公司的幹部，直屬於薩里烏斯之下。為了剷除所有的鋼彈，私自下令「多米尼克斯隊」在MS開發評議會發表的同時，攻擊瓦納迪斯機構。在本篇開始前創辦了貝納里特集團。表面上對女兒米奧琳涅·連布蘭毫不在意，總是以冷酷、嚴厲的態度對待她。不過在第7話還是帶頭投資女兒的去污名化鋼彈公司計畫，然而同時也警告她鋼彈背後的詛咒十分沉重；此後也不斷給米奧琳涅提供工作上的指引及實質協助。
奎達工廠事年中正身在當地視察寂靜零號並從普洛斯佩拉處接收了風靈鋼彈的網路構築模式反映數據，冷不防自己成為了杰特克與葛雷斯利公司企圖趁機聯手剷除的目標。逃生時遇上米奧琳涅後為從戰火中保護她而遭飛散的殘骸插中重傷；在失去意意識前他向女兒提到諾特蕾特在生時夫妻曾一起約定，要是有個萬一為了讓兩人之間至少有一個能活下來必須要作出生還率較高的選擇。米奧琳涅對他在此時突然提起亡母的往事感到不解，反問他為什麼「那時」夫妻不一同逃走、並指他不把真相早早告訴自己十分卑鄙。
因此次襲擊而傷及脊髓，一度昏迷不醒。往寂靜零號的決戰時儘管身體仍未恢復但還是硬撐著身子搭上古斯特的太空船，向宇宙議會連合的艦隊司令提出要立刻召開緊急特別總會的請求。在結局中，因集團解散及沙迪克代為頂罪而免除開發「寂靜零號」計劃的刑責，並與薩里烏斯等人重建葛雷斯利公司等宇宙企業，在三年間把撥出給地球的資金重新賺回。後日談裡與其他前集團首腦出席聽證會，但根據新聞報導字卡判斷，因為此前地球武裝衝突中的生還者家屬與及寂靜零號的受害者依然憤慨，相關事件責任的定奪還有待判定。
拉詹·扎希（Rajan Zahi，聲：花輪英司）
隸屬監察組織聖堂，戴林格的手下，和戴林格一樣是退役軍人。在蘇菲及諾蕾雅襲擊學園事件後，向米奧琳涅透露「寂靜零號」計劃的來龍去脈，其後要她按照自己的意志作決斷。米奧琳涅當選總裁後作為她的左右手，也和凱南吉在攻略寂靜零號提出不少建議。
薩里烏斯·澤內利（Sarius Zenelli，聲：斧篤志）
貝納里特集團三巨頭之一「葛雷斯利」公司的執行長，亦是MS開發評議會的幹部之一，經驗老道且剛強。沙迪克的養父。一心想將GUND-ARM除之為後快，加上覬覦三巨頭的領導地位於是在第10話加入維姆暗殺戴林格的行動。
在《PROLOGUE》的MS開發評議會會議上宣佈評議會一致通過凍結一切有關GUND-ARM的開發計畫，並勒令負責研發的奧克斯地球公司停止運作，但對戴林格·連布蘭私自下令「多米尼克斯隊」攻擊瓦納迪斯機構感到震驚。本篇時年紀雖然老邁，依然老謀深算，讓身為養子的沙迪克加入公司。並指示沙迪克監視蘇萊塔和風靈鋼彈。
奎達工廠事件後因戴林格重傷暫任貝納里特集團總裁，在三巨頭會議上為弗德之黎明的襲擊導致戴林格重傷和維姆喪命感到憤怒，指示必須在保密狀況下迅速找出並解決凶手。及後代替戴林格到學園主持大亂鬥開賽儀式，卻正中沙迪克的下懷，在弗德之黎明引發的混亂中被他的兩名親信綁架。在第20話最後被古爾等人救出。對於沙迪克的計畫嗤之以鼻，但未有因自己被沙迪克利用而對他反感，看到他被古爾擊敗時也只是感慨他是個傻兒子。於21話在視像通訊中要米奧琳涅多點向戴林格學習，主動提出把所有責任歸咎於自己和葛雷斯利公司，以拯救貝納里特集團免於瓦解，但被不想再看見任何人犧牲的米奧琳涅拒絕。在結局中，與戴林格等人重建葛雷斯利公司等宇宙企業，在三年間把撥出給地球的資金重新賺回。
維姆·杰特克（Vim Jeturk，聲：金尾哲夫）
貝納里特集團三巨頭之一「杰特克公司」執行長。MS開發評議會的成員。
育有兩子，分別是古爾·杰特克及勞達·尼路，因婚內外遇被前妻及情婦拋棄。擁有強烈野心，因自己的兒子古爾要和米奧琳涅·連布蘭結婚，能繼承戴林格的股份，而為了確保此事能成功決定暗殺戴林格·連布蘭，之後因蘇萊塔·墨丘利擊敗古爾而作廢，因此當風靈鋼彈陷入GUND-ARM疑雲時馬上跳出來質疑它是「魔女」，並要求讓該場決鬥無效、沒收風靈鋼彈及把蘇萊塔遣返回水星。而暗殺計劃的罪證也被普洛斯佩拉用作交換籌碼，在會議上提議保留風靈鋼彈及蘇萊塔的入學資格。為確保古爾能勝出與蘇萊塔的再戰不但要他駕駛達里巴爾迪，還私下介入決鬥給與次子勞達干擾決鬥場地的秘密指示。
在第10話為取得三巨頭的領導地位主動邀請薩里烏斯合作，密謀聯手在戴林格前往視察奎達工廠時暗殺之，但因為在跟沙迪克通話期間出言諷刺薩里烏斯，讓對方指示弗德之黎明提早行動。
在奎達工廠襲擊事件中獨自駕駛機體進行反擊，卻意外被古爾誤殺，死前表達自己終於找回離家出走的古爾而感到安心。
紐根（Nugen，聲：勝生真沙子）、卡爾（Kal，聲：小宮和枝）、尼波拉（Nevola，聲：澤海陽子）、戈爾內利（Golneri，聲：齊藤貴美子）
貝納里特集團三巨頭之一「佩爾科技」的4位CEO，以合議制經營公司。多次指派伊蘭·凱萊斯（強化人士4號、5號）奪取風靈鋼彈但皆失敗，接受沙迪克以轉讓鋼彈公司及開放鋼彈型MS的開發為條件支持其競選總裁，見到沙迪克計畫失敗並且被逮捕之後，為了自身的利益背叛貝納里特集團，代表佩爾科技和宇宙議會聯合聯手。在決戰時甚至已在後方跟議會連合議長談好在「調停」後會負責管理貝納里特集團、與L1的自治政府與及其他有意願的企業一起領導善後復興的工作。然而最終被米奧琳涅反將一軍賣掉公司的資產，伊蘭（本尊）也趁機捨她們而去，隨著計劃失敗只得退隱提前退休。
貝爾梅里亞·溫斯頓（Belmeria Winston，聲：恆松步）
佩爾公司的研究員，鋼彈及強化人計劃的負責人，鐵騎鋼彈的開發者。本性善良，同情身為實驗品的強化人士4號。瓦納迪斯事變後依附在佩爾公司苟且偷生，為了活下去提出了製造強化人士的計畫，並稱自己仍然相信終有一天能讓GUND的理念連繫未來。在開發部門被收購後，轉到鋼彈公司工作，並把瓦納迪斯機構開發鋼彈技術的原意告知對方，教導及幫助地球宿舍學生開發GUND醫療技術。曾是瓦納迪斯機構的成員，稱呼普洛斯佩拉為前輩，被其稱為「另一名魔女」。對於普洛斯佩拉至今仍執著於為21年前的事報復感到不解。
過去也認識艾莉克特，根據兩人的年紀差距猜測到艾莉克特和蘇萊塔並非同一人，在追問普洛斯佩拉有關其下落時，知䁱了風靈高達的真相以及艾莉的下落，為對方的答覆感到作噁。在看過寂靜零號的諸元後指出若是戴林格的計畫不應該需要這麼高的刻痕、並質疑普洛斯佩拉的真正目的。
在向普洛斯佩拉表示不會協助她完善寂靜零號、並指其做法違反瓦納迪斯機關的理念後反被對方指摘其提案的擴充神經理論（強化人駕駛員）當年便被卡爾朵以「無論如何都不願認可那做法」否定，沒兩下便崩潰在對方面前要普洛斯佩拉不要再說下去，但普洛斯佩拉只表示「大家都已經逃不了」。
伊蘭（5號）在試圖搶奪風靈鋼彈失敗後曾要求貝爾梅里亞提供協助，她拒絕後立即被對方拿強化人士計畫嘲諷到再次崩潰哭成淚人。因無法再留在佩爾公司，只能加入普洛斯佩拉的「寂靜零號」計劃。後被宇宙議會聯合的特工扣留調查，供出「寂靜零號」所在地，遭到戈多伊追殺。
回到學園後將「寂靜零號」計劃透漏給包含蘇萊塔在內的地球宿舍成員，對於古斯頓打算讓蘇萊塔駕駛異靈的想法感到震驚想異議反對。卻被一旁的妮卡質問是否又想沉默不語。
從強化人5號處知道了佩爾公司及強化人士等事情的妮卡問她今天是否也想把蘇萊塔用完即丟，語塞之下只能回應自己都不知道、提及自己其實曾多次想過若瓦納迪斯事變當時能跟大家一起死掉多好、並為自己進行強化人士研究的事跪下哭著道歉；妮卡見狀拋下一句指責她太過自私的話語後，請求蘇萊塔絕對不能再搭乘鋼彈。
進入寂靜零號時被凱南吉以「不能讓學生承擔責任」為由給予手槍一起保護同行的學生們。與普洛斯佩拉對峙時起初仍努力勸說要對方住手，但為了保護米奧琳涅最終還是向普洛斯佩拉和警備機器人開槍，並大喊自己不能再逃避下去。寂靜零號停機後被強化人5號安慰她沒有殺人的本質、今後應當把能力用在救人上。在結局中於地球為過去死去的同伴及強化人士們建立墓碑，並繼續在鋼彈公司工作，延續瓦納迪斯的理念。
普洛斯佩拉·墨丘利（Prospera Mercury，聲：能登麻美子）
蘇萊塔·墨丘利和艾莉克特的母親，「新世開發公社」的社長。
過去因為工作造成的傷害，右手的部分是機械化義肢。在故事開始前已在水星居住，及後在拉格朗日點1工作，計劃為21年前的「瓦納迪斯事件」復仇。為消除「帕梅特刻痕」為駕駛員帶來的危險及痛苦而研發風靈鋼彈，並稱呼風靈鋼彈為自己的「女兒」。其後安排蘇萊塔帶着風靈鋼彈入學，是「聖堂」高層認定的魔女之一。
後來跟戴林格·連布蘭坦誠自己就是埃爾諾拉·薩瑪雅（Elnora Samaya），和戴林格暗中合作進行以鋼彈技術為基礎的「寂靜零號」計劃。
在奎達工廠遇襲時聯同直屬部下在女兒面前殺死想奪取風靈鋼彈的弗德之黎明士兵，並以家訓「前進的話就能得到兩個」「激勵」蘇萊塔駕駛改修完成的風靈鋼彈迎敵。事件後對於米奧琳涅的質問也不否認蘇萊塔的舉動有點過火，不過同時指出女兒豁出去的行為救了戴林格父女，並希望在偵辦結束後米奧琳涅能跟蘇萊塔言歸於好。
同時把「寂靜零號」的相關資料交給米奧琳涅，指名希望對方能繼承父母的宏願。自稱因為對戴林格「想世界不再有戰爭及失去的傷痛」的思想感到共鳴，為了重建一個讓艾莉幸福的世界而參與其中協助進行寂靜零號計畫，並因此讓蘇萊塔轉入學園參加決鬥。
貝爾梅莉亞在看過寂靜零號的諸元後指出若是戴林格的計畫不應該需要這麼高的刻痕、並質疑她的真正目的。儘管沒有正面回答，但她提到若能把帕梅特刻痕開到8在寂靜零號中展開數據風暴領域，艾莉便能自由自在地活著。
米奧琳涅發現蘇萊塔對她完全言聽計從而找她對質時終於向米奧琳涅承認自己一心只為向戴林格報仇，還希望作為兇手女兒的她能聽見死者們的怨念。
當米奧琳涅同意出選貝納里特集團總裁後向她提出了希望蘇萊塔能再打一場決鬥的要求，並答應米奧琳涅讓蘇萊塔得到自由，在決鬥中幫忙發送偽裝成護身符手機應用程式的暗號使米奧琳涅得以停止風靈鋼彈運作。重遇蘇萊塔後向她承認其身世的秘密和艾莉克特的過去，迫使她遠離自己的復仇計劃。在米奧琳涅前往地球談判時駕駛風靈擔任護衛，出發前獲戈多伊告知宇宙議會聯合可能已察覺端倪的消息，並要戈多伊開始著手準備。在確認凱南吉和古爾有事離開後利用風靈鋼彈的GUND子機操控反抗軍的武器製造混亂並趁亂離開，抵達目標倉庫後出於憤怒（因為不能原諒有人踐踏GUND的理念和妨礙艾莉的未來）將藏匿於此的多架魔靈鋼彈 量產試作機全數炸毀，製造的聲響讓地球的抗議方以為遭受攻擊使得場面由抗议升級成军事冲突，連帶使得米奧琳涅的談判結果功虧一簣。此事引發之後地球居民和貝納里特集團的MS部隊擦槍走火並演變成嚴重武裝衝突，造成了嚴重破壞和人命傷亡，更讓鋼彈公司無辜遭受批評電郵轟炸。之後音訊全無，即使別人想調查新世的資料也因為所有與寂靜零號相關的資訊早已刪得一乾二淨而沒有下文。
第21話與戈多伊一同現身於寂靜零號之上，觀看前來要扣押寂靜零號的議會聯合艦隊如何在數據風暴中被全滅，戰後除了感謝艾莉還表示接下來可以開始打造為了艾莉而存在的世界。第22話將宇宙議會連合的第二波派遣艦隊重創至只剩⅓，讓派遣艦隊只能慌忙逃跑。當數據風暴網路突然遭受不明干擾親自帶同四台警備機器人去「驅除害蟲」，發現了入侵寂靜零號的米奧琳涅、貝爾梅莉亞和伊蘭後一邊以火力壓制他們一邊接近。被貝爾梅莉亞勸阻時反指艾莉是受瓦納迪斯的理念祝福的孩子，因此要為在這世上沒有容身之處的她打造一個能讓她獲得幸福的地方。
米奧琳涅問她是否要就此丟下蘇萊塔時則回應說她還有你們，讓米奧琳涅勃然大怒質問她知不知道蘇萊塔到底為了什麼而搭上異靈鋼彈，並要她身為她們的母親就要平等地愛著孩子們。最後在要開槍阻止米奧琳涅時被強化人5號用槍打飛了頭盔。隨著寂靜零號被米奧琳涅奪下計畫以徒勞無功收場，而在透過刻痕察覺到風靈鋼彈（艾莉）為了擋下衛星砲（ILTS）的攻擊時要她住手，並在事後崩潰大喊愛女的名字。
一方面企圖要脅米奧琳涅等人重啟寂靜零號，當蘇萊塔把大破的風靈鋼彈帶回寂靜零號時要她把後者跟寂靜零號重新連結以喚醒艾莉，言談間提到自己的身體因數據風暴汙染的影響已經開始行動不便並表示讓艾莉能獲得由GUND所編織的世界和自由後她們便能各自去尋覓幸福，要對方為艾莉著想向前邁進，但被蘇萊塔拒絕。並在寂靜零號消散前與眾人撤退，之後見證蘇萊塔和艾莉引發超越刻痕8的數據風暴，感嘆只有蘇萊塔能幫艾莉突破境界之事，並於當中與丈夫、卡爾朵及其他瓦納迪斯機關的同事們的亡魂相會。眾人勸其收手返回女兒們身邊，但表示無法原諒自己且不願連艾莉也要失去，此時蘇萊塔現身說母親為了艾莉最後選擇了開拓未來而非復仇，不論別人如何否定，自己會支持母親到底。
正當她在指責蘇萊塔「你懂個什麼」之前，艾莉也現身勸說，表示自己今後也想陪著媽媽和妹妹。看見艾莉出現後馬上落淚跌坐，把艾莉緊抱在懷中向艾莉和蘇萊塔道歉。
似乎因著沙迪克的頂罪得以和蘇萊塔等人安享餘生，不過數據風暴汙染的影響使得她三年後得倚靠輪椅行動，也顯得衰老許多。
戈多伊（Godoi，聲：青山穰）
普洛斯佩拉的直屬部下，助手及保鑣。性格沉默寡言但行事風格俐落，察覺宇宙議會聯合已經開始行動後就前去攔截馮、古斯頓和貝爾梅莉亞。
凱南吉·阿貝里（Kenanji Avery，聲：上田燿司）
「多米尼克斯隊」前駕駛員。
《PROLOGUE》中駕駛葛雷斯利公司製造的異端審判者，以高超技巧和「非動力爐」擊墜溫蒂駕駛的魔靈鋼彈量産試作機2號。之後被駕駛魔靈鋼彈量產試作機1號的奈迪姆拖延，導致無法擊墜魔靈鋼彈。
在本篇中已成為部隊的司令官，負責指揮艦隊，經常因被隊員取笑自己現今的身型而苦惱。第11話收到奎達工廠遇襲的消息時暗語自己的不祥預感果然正確，率領多米尼克斯隊的艦隊逐退了弗德之黎明。受拉詹的命令陪同米奧琳涅以及古爾一同前往地球和抗議方進行談判，僅從一些關鍵字及賽多的身份就將破碎的事件連在一起並推斷出沙迪克就是幕後指使者，隨後和古爾一同回到太空。在沙迪克和古爾對峙時駕駛五號審判者進入學園試著尋找薩里烏斯，遭到諾蕾雅駕駛的索恩魔靈鋼彈攻擊後和其進行纏鬥、直到僚機趕到支援將之解決為止（跟索恩魔靈鋼彈戰鬥時在言辭中透露出對鋼彈的厭惡。）。起因為21年前的瓦納迪斯事件被開啟刻痕四層的奈迪姆推擊後所產生的心理陰影
在大家策畫如何攻略寂靜零號時向學生們提到若戰局不利便會交出從奎達工廠轉移的零件予對方，並向他們表示責任就讓成年人來扛；行動時作為駕駛員與貝爾梅莉亞一同搭上學生們的太空梭前往寂靜零號。

### 宇宙議會聯合
負責調停前線間政治問題的行政機關，會為了維護前線的和平和安寧而行動。
馮·鈞（Feng Jun，聲：渡邊明乃）
宇宙議會聯合的特工之一，為了進行諜報工作使用多個假身分活動（自稱「身兼多職才有辦法過活」）。留意貝納里特集團的動向，曾偽裝成運輸公司成員協助米奧莉奈逃亡。
已經接受上級指示開始調查普洛斯佩拉（已掌握多種與新世的公司規模不相符的證據並懷疑他們跟貝納里特集團勾結），一方面以洗白鋼彈公司的證據換取米奧莉奈的合作。替米奧琳涅就前線管理公司「逮捕」妮卡的事情作調查，在電話向對方提交「帶走妮卡的是假裝成前線管理公司的別人」的結論同時提出要得到能進出鋼彈公司的通行證，並直接向她表明有意調查新世；米奧琳涅以要她向自己分享調查結果的附加條件答應合作。
由于注意到新世开发公社不符合规模的资金转移，开始调查贝尔梅里亚·温斯顿，向其透露宇宙议会联合仍在暗中资助本该于21年前被分拆的奥克斯地球公司。在軟硬兼施下總算成功說服貝爾梅莉亞帶她和古斯頓前往奎達工廠。但出發前被預料到事情走向的戈多伊攔截和槍擊，負傷時并将贝尔梅里亚托付给古斯顿拜託他保護對方後獨自關閉通道閘門斷後，最後被戈多伊枪杀。後日談裡貝爾梅莉亞和古斯頓去拜祭她的墓。
古斯頓·帕切（Guston Parche，聲：柳田淳一）
宇宙議會聯合的特工之一，馮·鈞的部下。擁有優秀的操舵技術。
在馮犧牲性命的情況下和貝爾梅莉亞成功駛離並前往奎達工廠，得知宇宙議會聯合的理事會打算開始行動後將飛船掉頭開往學園，希望借助蘇萊塔的力量阻止普洛斯佩拉。拜託蘇萊塔駕駛21年前瓦納迪斯事件中被宇宙議會聯合扣押的異靈以阻止寂靜零號計劃。
結果卻是連帶地揪了一堆地球宿舍的學生和強化人士5號，讓自己不禁抱怨身為大人就是得擔點苦差事。
議長（聲：仲野裕）
決戰時無視了戴林格基於聯合憲章要求就議會聯合是次介入是否適切舉行緊急特別總會的要求，還以機密線路聯絡在前線的連合艦隊司令要求她以「因為發生故障而誤射」的名義動用衛星砲(ILTS)攻擊寂靜零號。無視對拉格朗治4宙域的破壞也想一舉瓦解財團。首射失敗後在ILTS準備期間要求艦隊司令派遣MS部隊出擊，但司令以沒有收到交戰命令為名陽奉陰違並表示不想被「那種兵器」牽連進去，只派出MS部隊向打算迎戰的杰特克公司MS們發出某種無線光通訊。
即使隨著米奧琳涅宣布解散貝納里特集團讓議會連合失去了介入的名分也執意下令再次發射ILTS，但隨著蘇萊塔透過數據風暴越權操控ILTS中止發射瓦解了他的企圖。

### 弗德之黎明
為了提升地球居民的地位，進行遊擊活動的反宇宙居民恐怖組織。
納吉·蓋爾·海加（Naji Geol Hisha，聲：楠大典）
弗德之黎明的領導，並接受沙迪克的委託「暗殺戴林格」，率領小隊劫持運輸船也執行該計畫。稱呼沙迪克為「王子」（代號）。妮卡的「假父親」。
蘇菲·普羅涅（Sophie Pulone，聲：井澤詩織（日本）；蔡雅如（台灣））
烏爾魔靈鋼彈的駕駛員，自己自稱「地球魔女」，常觀看鋼彈公司PV以及對戰影片，對風靈鋼彈與駕駛員蘇萊塔抱持強烈興趣，稱呼她為大姊姊，但本身並不認同她對鋼彈用於戰場外的理念。諾蕾雅的搭檔兼好友。
奎達工廠襲擊事件後，在沙迪克透過空殼公司推廌入學，成為駕駛科一年級學生並居住在地球宿舍。暗中盜取鐵騎鋼彈的數據資料，和妮卡不和也對宇宙居民和能在學園享受生活的地球學生產生厭惡。
最终，她打算让苏莱塔成为她“真正的姐姐”，本应按沙迪克指示亂入学园大乱斗的她驾驶乌尔魔灵私自与苏莱塔进行单挑，風靈鋼彈开启刻痕第6层释放高浓度数据风暴奪去自己駕駛的烏爾魔靈鋼彈及其GUND子機的控制權後，為了繼續戰鬥持續啟動「帕梅特刻痕」危及生命，随后因无法承受风灵高达的数据风暴而陣亡在駕駛艙內，最後被諾蕾雅連同烏爾魔靈鋼彈與其遺體一起回收。
在地球小孩們的心目中被視作英雄並備受尊敬，當其身亡消息傳回地球後小孩們為其立座墳墓，周圍擺放著各式各樣的玩偶。最終話蘇萊塔發動廣域數據風暴時有閃過她與諾蕾雅的意識體。
諾蕾雅·杜諾克（Norea Du Noc，聲：悠木碧）
索恩魔靈鋼彈的駕駛員，與搭檔兼好友蘇菲相比性格十分冷靜。
奎達工廠襲擊事件後，在沙迪克透過空殼公司推廌入學，成為駕駛科一年級學生，並居住在地球宿舍。暗中盜取鐵騎鋼彈的數據資料，和妮卡不和，討厭宇宙居民和能在學園享受生活的地球學生。应按沙迪克指示亂入学园大亂鬥時擊墜殺死了至少一名參加大亂鬥的學生；蘇菲身亡後沒有對離開風靈鋼彈的蘇萊塔下手而只把烏爾魔靈鋼彈帶走，離去前對蘇萊塔拋下「不會被詛咒殺死的你到底是何方神聖」的質問。在經歷蘇菲陣亡以及得知弗德之黎明本部將被攻擊後將怒氣發洩在尼卡的身上，批評尼卡才是「散播不幸」的人並怒斥莎賓娜是叛徒。
與妮卡·七浦和強化人士5號被軟禁在葛雷斯利宿舍，期間因為失去蘇菲以及對死亡的恐懼而導致精神狀況不稳定，其畫本上的插畫也逐漸凌亂，看到地球成為戰場後使其對於宇宙居民的憤怒到達最高點，因門鎖解除而前去搭乘鋼彈並帶領剩餘的鋼沃爾瓦衝出機庫抵達學園，無差別攻擊學園各處並與在場的凱南吉交戰，之後被駕駛烏爾魔靈鋼彈的強化人士5號制止並被其話語所感動而冷靜下來，卸下防備後要求強化人士5號告訴她自己真正的姓名，但随即被多米尼克斯隊攻擊貫穿駕駛艙而亡。最終話蘇萊塔發動廣域數據風暴時有閃過她與蘇菲的意識體，與強化人士5號互相微笑。
奧爾柯特（Orcot，聲：三上哲）
弗德之黎明的MS隊指揮官，是身受信賴的歷戰勇士。過去是「多米尼克斯隊」成員，曾多次為了心中的正義而違抗當時的上司，但最終在一次事故中失去自己的兒子。左臂是金屬義肢。
奎達工廠襲擊事件後不顧大家反對把陷入精神崩潰的古爾帶到地球，名義上是要拿對方作為將來的談判籌碼。
親自率領部隊替組織斷後，以近乎全滅的代價擊潰貝納里特集團的駐留部隊爭取到撤離的時間。戰後對一臉茫然的古爾表示接下來要做什麼應由自己去想。
貝西·恩里克（Bessie Enrique，聲：坂泰斗）
弗德之黎明的MS部隊成員。
葛利斯坦·丁巴利（Gristan Dimbali，聲：佐佐木義人）
弗德之黎明的戰鬥員。擔任參謀，負責擬定詳盡的作戰計畫。
菲利浦·庫（Phillip Koo，聲：濱岡敬祐）
弗德之黎明的MS部隊成員。在地球特定復興計畫地區生活。
麥邱·高爾（Machei Gao，聲：近藤浩徳）
弗德之黎明的戰鬥員。
迦利爾·李·納蘭卡（Jalil Li Naranja，聲：山口令悟）
弗德之黎明的MS部隊成員。
西西雅（Seethia，聲：川井田夏海）
在地球特定復興計畫地區生活的少女。主動參加弗德之黎明，擔憂著上前線的父親。
被爆炸波及重傷瀕危，而後被古爾使用ms載著飛上天時因承受不住G力死亡。
賽多（Sedo，聲：藤原夏海）
在地球特定復興計畫地區生活的膽小少年。第24集的後日談畫面可以看到他正在鋼彈社於地球開設的學校裡努力讀書

### 奥克斯地球／瓦納迪斯機構
在OVA《PROLOGUE》登場，設立於地球的企業。本来在瓦納迪斯事變被瓦解，但为了打压貝納里特集團，而在宇宙議會聯合理事會重建并支援其发展。
艾莉克特·薩瑪雅（Ericht Samaya，聲：市之瀨加那）
埃爾諾拉和奈迪姆的女兒，小名「艾莉」，為蘇萊塔的基因本體，有包括蘇萊塔在內的12位複製人妹妹。《PROLOGUE》中因父母在四歲生日慶祝開始前被工作打斷忽略她，溜到魔靈鋼彈前抱怨，遇到正在調整的卡爾朵博士，將魔靈鋼彈介紹給艾莉並鼓勵艾莉和魔靈鋼彈對話，之後因自身能力而誤打誤撞突破了帕梅特第33層的界限設定，帕梅特連結可使用到第34層，使得魔靈鋼彈能夠使用「BIT-ON模式」，同時也是能使用「帕梅特刻痕」的人。
及後在本篇第14集，于贝尔梅里亚的質問下，普洛斯佩拉證實艾莉的人格位於風靈高達的數據風暴內，替蘇萊塔承受「帕梅特刻痕」的風險。在第16集中普洛斯佩拉进一步指由於艾莉的肉体無法承受水星过于严苛的环境，其人格在死前被导入机体，其他11位複製人妹妹也是如此，一直暗中陪伴蘇萊塔成長。在風靈高達的帕梅特刻痕提高時，其意識會日益顯現，苏菲、強化人4号和強化人5号皆可在使用刻痕時透过数据风暴感知到她的存在。當風靈高達达到帕梅特刻痕第8層后，她現身告诉苏莱塔其身份的真相，并拒绝她直接参与普洛斯佩拉的復仇计划，在普洛斯佩拉搭上風靈鋼彈離去時儘管表示可以讓蘇萊塔一起走，但在「聽到艾莉的回應」後還是尊重她的決定。實為希望蘇萊塔能遠離戰爭，自由生活。
在決戰時「駕駛」風靈鋼彈帶同「大家」阻截為了再次對話而來的蘇萊塔，表示這是只能活在數據風暴中的她們自身的問題、並要她忘記她們回去學園，然而蘇萊塔說即使自己想忘記她們也忘不了。因為不想傷害蘇萊塔並沒有對其駕駛的異靈鋼彈動真格下殺手，加上蘇萊塔展現出高超的駕駛操作全力迴避攻擊、整場戰鬥中只有異靈鋼彈的右肩被擊中一次。儘管沒有傷害別人的意思但也表明若有人妨礙她們的話媽媽絕不遲疑；對此蘇萊塔則回應說正是不想讓母親變成邪惡的魔法師所以更要阻止她，並表示自己很喜歡母親想待在對方身邊陪伴。
明白蘇萊塔意志堅決後派出GUND節點機去攔截要進入寂靜零號的米奧琳涅及學生們、對她擺出要脅的態度要加強了攻擊異靈鋼彈的力度，但在作勢要對學生們出手時寂靜零號的數據風暴網路突然遭受不明干擾讓GUND節點機暫停了行動，學生們得以趁機突圍前往寂靜零號。在普洛斯佩拉跟米奧琳涅等入對峙時把狀況告訴蘇萊塔，並要對方不要奪走自己和母親的歸宿。
局勢隨著米奧琳涅成功奪取寂靜零號的控制權而落幕，寂靜零號停機之際發覺到宇宙議會連合的衛星砲(ILTS)的攻擊，並馬上讓風靈鋼彈帶同所有GUND子機與及健在的GUND節點機上前抵擋，在消散之際面帶微笑回望蘇萊塔；儘管成功擋下砲擊但犧牲了所有餘下的GUND節點機、但風靈鋼彈也遭受嚴重損壞。而在擋下砲擊後部分風靈鋼彈的GUND子機飄浮在異靈鋼彈身旁；在努諾和奧傑洛的應急處置下蘇萊塔得以把風靈鋼彈帶回寂靜零號。儘管普洛斯佩拉說只要把風靈鋼彈重新連接寂靜零號就能重新整合持續性代碼喚醒艾莉，但蘇萊塔拒絕並嘗試自己來，最後成功喚醒風靈鋼彈。
甦醒過來後「大家」異口同聲地笑說明明能自己做選擇又有歸宿的蘇萊塔是傻瓜、她也問蘇萊塔是否儘管如此仍要接受，而在聽過蘇萊塔貪心地表示還有許多事情想跟姐姐、母親和「大家」一起去做的答案後露出了微笑，透過GUND子機與異靈鋼彈共鳴，突破了刻痕等級8的境界。也在其間和母親表明心意。
本應在決戰後隨著風靈鋼彈一起被帕梅特分解而消滅，但不知為何她（連同十一名「姊妹」）的意識被存入蘇萊塔的信物吊飾中「活」了下來，戰後以吊飾的模樣和眾人共同生活及跟隨米奧琳涅「活動」，透過米奧琳涅戴在後腦勺的裝置與米奧琳涅溝通並以大姑的身分要對方尊重她發表的意見。
埃爾諾拉·薩瑪雅（Elnora Samaya，聲：能登麻美子）
艾莉克特·薩瑪雅的母親，魔靈鋼彈的測試駕駛員，帕梅特連結可使用到第32層。
在《PROLOGUE》中因遲遲無法突破帕梅特第33層的界限設定來達到MS開發評議會開出的要求而苦惱。在幫艾莉慶生前被「聖堂」攻打，之後得知艾莉是突破第33層界限的關鍵而不捨艾莉變成可使用「帕梅特刻痕」的人之一。與奈迪姆一起對抗異端審判者過後，將艾莉帶離戰鬥現場。
另見#普洛斯佩拉·墨丘利
奈迪姆·薩瑪雅（Nadim Samaya，聲：土田大）
艾莉克特·薩瑪雅的父親，魔靈鋼彈量產試作機1號的駕駛者，帕梅特刻痕可使用到第四層。
在《PROLOGUE》中操縱魔靈鋼彈量產試作機1號對抗來犯的「聖堂」艦隊，之後與異端審判者戰鬥時，把帕梅特刻痕等級開到第四層，以承受精神高壓拖延凱南吉，最後被異端審判者貫穿機體陣亡，臨死前為艾莉唱了最後一次的生日快樂歌。意識體在廣域數據風暴中顯現，與埃爾諾拉重逢，並勸她收手返回女兒們身邊。
卡爾朵·納博（Cardo Nabo，聲：一城美由希）
魔靈鋼彈的製作者，瓦納迪斯機構的博士，埃爾諾拉的恩師，被艾莉稱呼為「婆婆」。也是首位提倡GUND理論的研究學者，深得研究人員們尊敬。
對埃爾諾拉而言是救其一命的恩人，對她十分敬重。認為人類要在宇宙中活下去需要能夠適應環境的身體、視魔靈鋼彈為開拓人類可能性的嶄新大門；但對於GUND被用於軍事用途上十分有微言，並相當反對寂靜零號與涉及人體實驗的擴充神經理論。
在《PROLOGUE》中跟艾莉介紹魔靈鋼彈並希望他們成為朋友，得知MS開發評議會凍結鋼彈開發計畫後馬上預測到同時進入停泊在弗爾克范格的太空船有問題，可惜最終還是無法阻止襲擊發生，在為保護瓦納迪斯機構以及魔靈鋼彈挺身對抗「聖堂」士兵，自己最後也在襲擊中被殺害（在最後與攻入弗爾克范格的武裝部隊對峙時怒斥他們想奪走的是由GUND所拯救的未來）。意識體在廣域數據風暴中顯現，與埃爾諾拉重逢並肯定她對艾莉付出的努力。
奈拉·伯特蘭（Nyla Bertran，聲：小島幸子）
魔靈鋼彈的機械師，瓦納迪斯機構的技師，溫蒂的朋友。在《PROLOGUE》中為保護溫蒂而被「聖堂」士兵開槍射殺。意識體在廣域數據風暴中顯現，與埃爾諾拉重逢並說她要來這裡還太早了。
溫蒂·奧倫特（Wendy Olent，聲：大地葉）
魔靈鋼彈量產試作機2號的駕駛者，奈拉的朋友，帕梅特刻痕可使用層數不明。 在《PROLOGUE》中為了拯救自己的奈拉，毅然決然搭上魔靈鋼彈量產試作機2號，要向「聖堂」復仇。與異端審判者戰鬥時，被異端審判者奪取機體控制權而無法動彈，繼而被異端審判者貫穿機體陣亡。意識體在廣域數據風暴中顯現，與埃爾諾拉重逢並勸她回去。

## 登場機械
制作方公开的本系列作品中登场MS采用了与以往作品中出现的机动战士所不同的设计，有着独特的腿部构造，使其在动作表现上较以往更为出色。

### 新世系MS
風靈鋼彈（Gundam Aerial）
風靈鋼彈由新世开发公社生产，为主角机动战士，采用与历代鋼彈一样的三色配色，有着圆润的腰部、前卫的装甲以及醒目的腰身。在万代公开的HG模型中，该机在头部、胸部和腿部都使用了透明部件，胸部则有着如预告片中一样的类似发光的部分。头部下巴位置线条干净给人以女性的感觉，在模型SD化后，比HG和设定图稿更明显地体现出了头顶天线部位半透明结构，以及双眼间白色面具上类似鼻子的设计。大腿部的装甲在直立时遮蔽住的膝关节，在活动时才会显露。
採用了「GUND FORMAT」的機動戰士「GUND-ARM」的其中一機，裝備了由十一個GUND-BITS組成的盾牌，亦可以用作全方位攻擊，GUND-BITS亦可以安裝在機體身上成為「BIT-ON模式」。
在與葛雷斯利宿舍的團體戰中覺醒至帕梅特刻痕六，身上的帕梅特刻痕由紅色轉為藍色。
風靈鋼彈（改修型）（Gundam Aerial Rebuild）
因与格拉斯利宿舍的决斗而受损超出地球宿舍的设施和预算承受能力，由新世开发公社在奎达工厂进行了翻新。在保持基本构造的同时，更新了外装装甲和装备，外观变更为以深蓝色和白色为主的配色，后部增加了一个专用的飞行单元。武装配置与改造前相同，但将光束步枪更改为无需连接子机即可扩展为长枪管模式的新制式，并且每个子机的形状也发生了变化。此外，长枪管模式步枪展开双手握把并连接子机后，可组合成一把高能光束步枪，光束输出可提升至反舰级，弗德之黎明的MS便曾在沒有被直接命中的情況下，腿部遭到蒸發。
在第二次與達里巴爾迪的對決中覺醒至帕梅特刻痕八，身上的帕梅特刻痕由藍色轉為白色。
高诺德（Gundnode）
新世开发公社开发的MS型GUND-BIT，可进行战略支援并强化风灵高达的数据风暴，當母機的刻痕開到6或以上時機體的殼狀組件會聯動發出藍光，並從背包射出相互連接各台子機的光束使數據風暴空間化。武裝有光束步槍和光束刃。是沒有駕駛艙、机械手和接地用足部的宇宙格斗专用机体。在战斗中，本机的战术为在多架节点机形成的数据风暴空间中，讓敌人的帕梅特链接失效並越權控制而使敌人的機體動彈不得后，再用位于手臂的一体型光束步枪击毁敌人。可透過裝上選擇式裝備強化自身火力、追加GUND子機武裝和進一步擴展數據風暴空間化的範圍當作MA運用。
在第21話於寂靜零號大量配備負責守衛，憑藉無人機的壓倒性機動性能與及數據風暴空間化下展開的廣域越權控制秒殺了宇宙議會聯合的艦隊。

### 奥克斯地球系MS
魔靈鋼彈（Gundam Lfrith）
魔靈高達由奥克斯地球公司制造，与風靈鋼彈不同，在同样前卫的设计下较少显现透明部分。该机在胸口黑色部分呈现出本作系列机械设计的感觉，且在双肩开口部展现出类似管状设计。
採用了革新技術「GUND FORMAT」的機動戰士「GUND-ARM」，裝備了由七個GUND-BITS組成的盾牌，GUND-BITS亦可以安裝在機體身上成為「BIT-ON模式」（可視戰況需要分離出去作全領域攻擊或分解裝設到機身各處的接點上）。
攜行的機匣手槍兼具光束劍功能，安裝GUND子機後能發射高出力光束；另在背包備有一對標準規格的光束軍刀。
在本篇第16集中確認在《PROLOGUE》後被改造成風靈高達。
魔靈鋼彈 量產試作品（Gundam Lfrith Pre-production model）
魔靈鋼彈的量產試作品，背包裝備了收納GUND-BITS名為「龜甲式」的大型發射器。故事本篇中，奥克斯地球公司作為宇宙議會連合的工作組織重建後秘密量產本機，有10余台本机存放在地球地下设施中并在未启动状态下被普洛斯佩拉駕駛風靈鋼彈摧毁。该机头部装备有2支光束火神炮、光束步枪，其背包为大型发射器，每侧各有5个浮游炮型GUND-BIT，具有粘附在敌人装甲上后引爆的能力。
烏爾魔靈鋼彈（Gundam Lfrith Ur）
蘇菲的專用機，是瓦納迪斯機構遭到 MS 開發評議會的特殊部隊血洗前，以奧克斯地球公司開發的魔靈鋼彈 量產試作機為基礎所研發出的鋼彈型MS。沿用了GUND形式的基本部件，大部分的外装和框架都是新制作的，比魔靈鋼彈 量产试作型稍大一些。武装包括右臂上的一门四管光束加特林机枪，集成了枪盾和大容量电池槽，而枪盾后方有两把光束军刀，双肩有內置於光束機槍。背部裝備相控陣炮（フェーズドアレイキャノン），在使用帕梅特刻痕時裝置會展開形成巨型天線。
在蘇菲死後，和諾蕾雅的索恩魔靈鋼彈一起藏在沙迪克管理的宿舍內，後由強化人士5號駕駛，阻止諾蕾雅過度使用刻痕來燃燒生命的報復行動。
索恩魔靈鋼彈（Gundam Lfrith Thorn）
諾蕾雅的專用機，也是瓦納迪斯機構遭到 MS 開發評議會的特殊部隊血洗前，以魔靈鋼彈 量產試作機為基礎並施加了大幅升級改良而成。配備大型光束擴散槍，內置於雙臂手腕下的光束軍刀單元，左臂裝備和烏爾魔靈鋼彈相同的盾牌，背部也同樣裝備相控陣炮，並且有著不同與一般MS的長臂短腿體型。
鋼沃爾瓦（Gundvölva）
由烏爾魔靈和索恩魔靈在远程控制的MS，实际为无人驾驶型GUND-BIT，同樣是以魔靈鋼彈 量產試作機為基礎改造。廢除了駕駛艙改為裝設僅特化GUND型接收功能的元件，當母機的帕梅特刻痕開到3時便能遙控它們戰鬥，而當刻痕開到一定強度等級後機體胸前的殼狀組件會與之聯動發光。装备有基本武装，包括速射光束步枪、光束军刀与盾牌，而靈活性則不如風靈的GUND-BIT。在沙迪克授意下，复数本机被弗德之黎明带进学园中搅乱校园开放日大乱斗，造成巨大破坏。到第20話諾蕾雅帶了當中餘存的三架去破壞學園，諾蕾雅情緒平復後，雖然一度停機，但目睹諾蕾雅被殺之後被強化人士5號接管而再次啟動，在保衛學園的學生（菲爾西和雀丘）、前線管理公司及多米尼克斯隊圍攻下全數被擊破。
異靈鋼彈（Gundam Calibarn）
在21年前的瓦納迪斯事變時被宇宙議會聯合扣押的另一台鋼彈型MS。即使過了21年依然健在並由議會聯合保管。古斯頓稱其為惡魔般的存在。名称来源于莎士比亚戏剧《暴风雨》中的怪物卡列班。是由奧克斯地球和瓦納迪斯機構共同開發的鋼彈試作機，不同於其他GUND-ARM，並未加裝數據風暴的過濾器（而是透過規模相彷的高濃度帕梅特去發揮及維持刻痕等級），换言之对于一般驾驶员而言负担极大（由於根本無法保障駕駛員的性命），因此在和魔靈的競爭中落敗，其研究資料也被抹除，此機體則被封存並被宇宙議會聯合扣押。被當作用來對抗寂靜零號的最後手段而解封，並由與艾莉克特有著相同基因、具備高度數據風暴抗性的蘇萊塔來駕駛，直闖寂靜零號的數據風暴圈。主武裝為右臂有如魔女掃帚般的G-B.R.D.可變式杖型步槍，裝於其後方的四具「四重推進器(クアドラ・スラスター)」能伸縮展開成十字形當作追加推進裝置使用，左臂也有掛載光束軍刀，另在背包備有一對標準規格的光束軍刀。

### 葛雷斯利系MS
異端審判者（Beguir-Beu）
葛雷斯利防禦系統所開發的MS。為各處皆投入最新技術打造的高性能機體，被分發給MS開發評議會特殊部隊的多米尼克斯隊。異端審判者在机体各处凸显了半球状设计的部件。投入了最新技術的高性能機體，搭載了兩顆有線式兵器「非動力爐」，可射出攻擊，而非動力爐可以發射名為「解毒劑」的干擾波停止所有鋼彈型的機體運作。只不過，在奎達工廠襲擊事件時顯示「解毒劑」僅僅能應付第3層或以下的帕梅特刻痕，只要開啟第4層或以上便能將「解毒劑」無效化，但如此一来对使用帕梅特刻痕的駕駛員身体损害亦十分大，似乎正是因為这一原因令開發人員沒有特意強化「解毒劑」的效果。
魔女審判者（Heingra）
葛雷斯利公司所製造的量產型MS。作為異端審判者的僚機，由多米尼克斯隊使用。
五号審判者（Beguir-Pente）
異端審判者的后续机种，外部形状与異端審判者几乎相同，但头部传感器是一个圆顶形的罩盖，并在脑后增加了天线。背包配备一个大容量单发推进器和两个辅助「解毒劑」装置，实施干扰时，装置立起，尖端滑出。主要攜行武裝是搭載雙傳感器和大型能源槽的光束步槍、搭載「反制波」的非動能盾，盾牌和握把部分個別為獨立的單元，可以經由連接的線控系統將盾牌彈射並操控，當反制波啟動時，盾牌會由內而外地展開。盾牌的尖端也能作為武器進行攻擊。
另有裝備於多米尼克斯隊的版本，除了移除刀狀天線之外，僅有機體配色有所更改，而其武裝多了長程光束狙擊步槍（是具有至少三個傳感器並裝備腳架，槍身側面設有輔助握把，發射後槍管側面部分會進行散熱冷卻。）
惡魔審判者（Michaelis）
葛雷斯利公司所開發的MS。是由沙迪克駕駛，搭載了新型反制機構的MS，但並非異端審判者的後續機種。通过将「解毒劑」集成在没有机械手的右臂光束护腕上，以降低泛用性为代价提高机动性和攻击力，右臂的光束護腕結合了光束軍刀、光束炮、「解毒劑」，變形後前端的爪子可以形成光束爪，能夠藉由搭配線控系統將整個光束護腕射出攻擊一定距離的敵人，左臂裝備有內置光束軍刀的短盾。
在米奧琳涅對沙迪克發起決鬥後，以惡魔審判者為隊長，搭配五架五號審判者的葛雷斯利宿舍對地球宿舍的六對六團體戰決鬥。一開始以強勁的推進力以及光束護腕的出其不意重創雀丘駕駛的迪米教練機 雀丘專用機，隨後以右臂的光束護腕及五號審判者的「解毒劑」成功將風靈鋼彈癱瘓後反而使風靈鋼彈覺醒帕梅特刻痕六，在經過同伴的拖延及幾架五號審判者的擊破後雖然重創風靈鋼彈，但因為其個性和行事風格被米奧琳涅掌握，所以遭到米奧琳涅和地球宿舍的成員在遠處以被擊破的佐沃特和未完全失去機能的雀丘專用機以槍管損毀為代價擊穿惡魔審判者的頭部使其落敗。
在解除學園規章程式變為實戰規格後，左手裝備複合式武裝「標槍護手」，盾牌的前端能夠發射光束軍刀，護手側面能經由展開形成短刀，標槍能藉由線控系統發射，標槍部份具有噴嘴能控制行徑方向。在和達里巴爾迪戰鬥時面對Ai依然依靠精湛駕駛技術壓制，在成功以右臂的光束護腕壓制並摧毀達里巴爾迪後，卻因未注意敵方子機動向，反而使機體被分別摧毀四肢後失去戰鬥能力。
海因德里（Heindree）
葛雷斯利公司所製造的量產型MS，魔女審判者的後繼機，採用標準OS「海因」為骨幹系統的泛用MS「海因系列」的最新機型。沿袭系列设计理念的同时更加支持泛用性，並透過壓抑各個零件的規格以供學園或民間企業使用。
背包由三門中型推進裝置構成，結合雙肩及腳底的推進器可發揮出不俗的姿勢制御機能。主要攜行武裝是把圓形護盾結合光束手槍和電磁射出式長矛的複合護盾，能同時進行衝刺和射擊。左臂另有一片圓形護盾，能移動到前方用以卸開攻擊。
風暴型海因德里（Heindree strum）
葛雷斯利公司的實戰用MS。採用了著眼於中、長程戰鬥的武裝架構，利用魔女審判者的資訊反饋進行改裝進一步提升機體性能、包括背包在內部分外裝甲更是採用魔女審判者的零件的升級版。作為魔女審判者的正統後繼機種成為公司第4世代實戰用MS代表之一。
採用以中-長距離戰鬥為重心的武裝配置，武器大都是採用與魔女審判者同規格的裝備並稍作改良：光束步槍換裝上新型槍管，電池彈匣存量相對於弱裝備規格的學園用機大三倍。盾牌取消了魔女審判者時的內藏火器以輕量化，光束軍刀則提升了光束刃集束率。唯一全新的武器是搭載在背包左側的光束加農砲，用以進行支援砲擊。

### 杰特克系MS
迪蘭薩（Dilanza）
杰特克重型機械公司開發的MS，有追求出力的重量型機體，與可在重力環境下懸停滯空進行高速移動的高機動型。可隨客戶需求進行修改是此機體的設計方針。某程度上可謂硬來的設計方針卻成就了機體性能的調和，甚至讓本機被評為能代表杰特克重型機械公司的優秀MS。裝備了設置在機體胸前駕駛艙兩側的內置型光束火神炮、光束步槍、光束火炬(能夠投射出比普通光束軍刀還要寬的光束刀刃)。
迪蘭薩 古爾專用機（Guel'S Dilanza）
將迪蘭薩調整為適合古爾使用的特裝規格機體。除了強化性能之外，還施加了洋紅色的機體配色，以及奢華的裝飾。裝備了設置在機體胸前駕駛艙兩側的內置型光束火神炮、光束步槍、光束戰戟、光束火炬(能夠投射出比普通光束軍刀還要寬的光束刀刃)。相較另外兩家，迪蘭薩決鬥裝甲為實戰規格，第一話與蘇萊塔進行決鬥，最後被風靈鋼彈用GUND-BITS擊破。
迪蘭薩 勞達專用機（Lauda'S Dilanza）
配合勞達操縱特色調整過的迪蘭薩特裝規格機。裝備了設置在機體胸前駕駛艙兩側的內置型光束火神炮、大型電熱斧、光束步槍，而大型電熱斧也可以當作盾牌使用。第五話被古爾借去與伊蘭·凱萊斯（強化人4號）進行決鬥，最後遭到鐵騎鋼彈的GUND-BIT癱瘓後被徒手扯斷天線。修復後在參加學園舉辦的大亂鬥時遭到突然闖入的烏爾魔靈鋼彈擊破。
迪蘭薩·索爾（Dilanza Sol）
杰特克公司的實戰用MS。頭部刃狀天線換裝成搭載軍用雷達系統的樣式，加上專用裝備都達到用於實地戰鬥的水準，綜合性能讓一般型號望塵莫及。雙肩的盾牌較一般型號強化了耐彈和耐爆性能，裝備了設置在機體胸前駕駛艙兩側的內置型光束火神炮，攜行的光束步槍加裝了長槍管和光束刺刀發生器，光束火炬(能夠投射出比普通光束軍刀還要寬的光束刀刃)的出力也有所提升。在背部配備了能發射自動追蹤型集束飛彈的16連裝HC飛彈發射器。
達里巴爾迪（Darilbalde）
杰特克公司的第5世代試驗機。能依意志擴充人工智慧自主行動，而且備有新型無人機兵器。
首次上陣為古爾與蘇萊塔的第2次決鬥，戰鬥中古爾雖然被意志擴充人工智慧救下但對人工智慧仍然充滿不信任，後來古爾搶回操控權仍然不敵風靈鋼彈，被風靈鋼彈撞斷天線後落敗。
修復後一直未曾使用，直至古爾從地球回來後要與蘇萊塔再次決鬥時上陣，在背部裝備了四個配備光束軍刀的無人子機「Gussa Ishvara」，雙肩配有盾牌型子機「Daya Ambikar」以及結合可展開光束刀刃的折疊式實體刀的大型光束步槍「Composite Arms」，而機體系統由杰特克宿舍的機械科生進行最佳化， 並替古爾製造攻擊機會，奈何古爾自身缺陷較大，還是在蘇萊塔駕駛背包受損的風靈攻擊之下毫無招架之力，最後因為風靈被米奧琳涅關機掉落，古爾才在機體接近完全毀損的情況下擊落風靈的天線。
再次修復後應古爾的要求，被勞達運送至學園之外，在遭遇沙迪克駕駛的惡魔審判者所阻饒時被古爾駕駛向前對峙。利用人工智慧自動代打盾牌子機和機動性不斷迂迴並使用配備光束軍刀的無人子機，才以玉石俱焚的方式與惡魔審判者兩敗俱傷，達里巴爾迪則因被光束炮轟成兩截而炸毀。
戴斯爾塔（Desultor）
杰特克重型機械公司在迪蘭薩之前所開發的前世代MS。沙迪克為了嫁禍給杰特克公司故意提供數架戴斯爾塔給弗德之黎明進行襲擊奎達工廠的工作（儘管是舊型機種也不是恐怖分子組織能輕易入手的機型）。武器包括實彈突擊步槍、盾牌、內藏於手臂的電熱刀、胸口的火神炮、背包左側的火箭筒，以及多個收納在背包的通訊干擾莢艙。奧爾柯特駕駛的指揮機右肩裝有三聯裝榴彈發射器。
戰騎鋼彈（Gundam Schwarzette）
維姆生前在接受新世提供的技術支援下，作為公司次世代概念機型秘密研發的GUND-ARM（是作為達里巴爾迪的後繼機型所開發的）。
此機體的存在是古爾在正式當上杰特克公司CEO後才知道它的全貌；因為合作案是新世被鋼彈公司收購前開始，因古爾隱瞞米奧琳涅對此完全不知情直到被普洛斯佩拉揭穿。
對於當時苦於缺乏實績難以尋求公司支持出選總裁的米奧琳涅，普洛斯佩拉向她提出讓本機以鋼彈公司及杰特克公司合作研發的MS名義對外公開以向集團內部展示兩家公司的團結，但被米奧琳涅以不會違反鋼彈公司的營運理念拒絕。
其裝備皆從風靈鋼彈的裝備獲得啟發，概念跟風靈鋼彈的「盾」相對走「劍」的路線，可與攜行的日本刀形實體劍組合成劍鞘大劍形的複合武裝。GUND子機分離後能安裝在母機各處使用，射出幾無死角的光束。帕梅特刻痕刻痕為紫色，機體本身的固定武裝有手臂上的轉輪式實彈兵器，可投射大量榴彈或散彈。

### 佩尔系MS
鐵騎鋼彈（Gundam Pharact）
佩爾公司私下開發的GUND-ARM。採用轟擊型推進器，再加上使用GUND型，得以提高慣性控制的層次，進而大幅提升了飛行性能。由各個伊蘭·凱萊斯的替身強化人駕駛。首次上陣對決古爾駕駛的迪蘭薩 勞達專用機並利用GUND-BITS和場地特性將對方擊破，在第二場決鬥中被風靈鋼彈擊破。修復後由米奧琳涅購下，轉讓給鋼彈公司，但實際上佩爾公司仍隱瞞其使用強化人技術的事實，拒絕借給伊蘭（強化人）以外的人駕駛。苏菲和诺蕾雅曾潛入本機駕駛艙內調查，诺蕾雅更一度欲駕駛本機來將尼卡滅口。
武器包括搭载称为「光束火绳枪」的长步枪、收纳在前臂装甲中的光束军刀2把、脚部背面内置的光束加农炮2门和4对GUND-BITS「Corax」。Corax成对运作，通过展开电磁束使得被照射到的机体停止机能。鳥喙般的腳掌能夠發射光束炮。本机由强化人5号使用时，装备了两把射击武器「Beam Caliber」，连接起来可以增加输出，並在蘇菲及諾蕾雅襲擊學園一戰中，與索恩魔靈高達對戰期間利用連接模式一炮轟掉了一台鋼沃爾凡。
佐渥特（Zowort）
佩爾公司開發的MS。配備了大型推進組件，擁有單獨飛行的能力。主要攜行武裝是配合空氣動力設計成流線形的短管型光束槍。
因為設計關係沒有任何會導致機體重量增加和妨礙空氣動力的防禦性裝備，戰鬥時主要採取保持於中-長距離與敵人周旋迴避對手攻擊的戰術。不過還是有配備近戰用的光束軍刀，部分如伊蘭（強化人士4號）一般能全面發揮出本機的機動性的駕駛員甚至會迫近對手打接近戰。在米奧莉奈與沙迪克進行六對六的團體戰決鬥時，米奧莉奈因己方陣型機體不足，而向佩爾公司借用了四架佐渥特。
重裝型佐渥特（Zowort Heavy）
佩爾公司的實戰用MS。屬於重武裝規格機體，相較一般規格使用了品質更佳的零件提升了減重效率和推進力，並考慮到在環境變化劇烈的大氣層內運用而在全身各處作了防護處理。改修過後不但飛行性能提升還增加了載重上限，可以搭載一般型不推廌的背部重型武裝，而且是左右兩邊都能選配。為經由搭載作為選配式裝備的有四連裝對機動飛彈發射器和光束加農砲而成。攜行的長程光束槍在槍管下方加裝了榴彈發射器，可把備用彈匣掛載在機體大腿前方。

### 布里翁系MS
迪米教練機 雀丘專用機（Chuchu'S Demi Trainer）
雀丘搭乘的地球宿舍所屬機體。是由妮卡自舊型迪米教練機改裝而成。
配備有透過纜線連接背包提供能源的大型狙擊光束步槍，頭部左右各有一門內藏式光束火神炮。在與葛雷斯利宿舍一戰後用其他迪米教練機的零件進行維修，並將槍管換成光束加特林機槍。在大亂鬥中承受索恩魔靈及鋼沃爾瓦的攻擊使機體的左手臂嚴重受損。因為妮卡失蹤和沒有維修經費一度無法進行維修。在維修完成後又因為索恩魔靈在學園中的無差別攻擊而與地球宿舍一同被炸毀。
迪米教練機（Demi Trainer）
布里翁公司製造的學園內訓練用MS。運用於阿斯提卡西亞高等專門學園的各項課程中，本身並沒有搭載任何固定武裝以及推進背包。簡潔的設計以及全身模組化使其易於改造，其使用名為「代達洛斯系統」可以將手部視情況替換成火神炮或是圓鋸等工具。而代達洛斯系統（Daedalus）是迪米教練機使用的多功能工具系統。代達洛斯系統作為便攜單元而開發，旨在以最少的零部件就能夠正常運作。通過更換各種標準化的模組單元零件進行修改，每個部件皆具有其專門的功能。雖然配備了便於攜帶的手柄，但透過更換MS的機械手臂，也可以將此系統安裝在MS的前臂上。
迪米警衛機（Demi Garrisn）
迪米系列的戰鬥特化型機體。為前線管理公司正式作為警衛MS運用的機體。其武裝方面除了基本的光束槍以及光束軍刀外，得益於迪米系列機體使用的代達洛斯系統，在武裝的搭配上也更加多元，能夠應對襲擊而裝備如四連裝火神炮或是導彈發射器等重型武器。
迪米教練機 YOASOBI合作Ver.（Demi Trainer YOASOBI Collaboration Ver.）
水星的魔女主題曲「祝福」完全生產限定盤附送的迪米教練機模型，使用迪米教練機一般規格作為基礎，包含成形色彩與裝飾都將更改為YOASOBI形象，肩甲、後裙甲、盾牌等處都使用華麗的霓虹燈元素展現特色的「YOASOBI」「夜遊」字樣。在貝納里特集團創業育成派對的會埸以展覽的形式登場。
迪米馬鎧機（Demi Barding）
布里翁公司製造的最新試驗機，在保持系列一貫的外觀特徵和優秀維護性的同時，是不惜成本打造的最高規格機體，為了進行測試而被帶進學園，但因為塞西莉亞和盧吉都不是駕駛科生無法駕駛它。
為了對付在學園中進行無差別轟炸的索恩魔靈以及鋼沃爾瓦們，被塞西莉亞借給雀丘進行駕駛。武裝設有能當成近戰鈍器使用的光束步槍Plus、光束軍刀與及裝設在手甲上的牽制用2連裝光束火神砲。為了應對寂靜零號的越權控制，在第22話給獨立推進裝置「二人羽織」()裝上不使用帕梅特連結操縱系統的舊式駕駛艙，不過也因此對駕駛員幾近於蒙著眼睛駕駛。

### 其他MS
普羅多洛斯（Prodoros）
為弗德之黎明的奧爾柯特的MS部隊在第15話迎戰貝納里特集團的駐留部隊時駕駛的MS，由HMI（哈努馬特製造工業）製造。是專門針對地面戰鬥而設計的MS，並以裝備的高出力氣墊懸浮單元進行高速移動。而其MS的武裝便是以實彈機槍、重型鏈炮以及實體摺疊砍刀為主。
卡拉戈爾（Cargore）
當議會聯合的艦隊在第21話與寂靜零號及GUND節點機群交戰時派出的量產型MS。配備為光束步槍、盾牌以及盾牌內飛彈發射器。
不但不敵對手的無人機，當寂靜零號展開空間化數據風暴後所有機體連同母艦一同因遭越權控制而動彈不得，最終全數被GUND節點機徹底殲滅。

### 其他機械
提克巴蘭（TICKBALANG）
為了讓MS長距離巡航而製造出的佩爾公司飛行系統。由佩爾科技設計專門用於讓MS進行長距離巡航的平台式飛行裝置。飛行器頂部的把手和腳踏板可以提供讓MS搭乘的固定點位，除了能夠直接以騎乘懸浮器的方式搭乘外，也能利用機腹的懸架以懸掛的姿態進行移動。
提克巴蘭裝備了6個向量噴嘴以實現最大強度的推進能力，如此強悍的飛行能力，透過同時進行騎乘以及懸掛的方式，使提克巴蘭能夠同時運輸兩架MS的想法化作能夠實現的可能。在飛行期間，位於飛行器頭部的光束炮可以透過正在運輸的MS進行遠端瞄準以及操作。在飛行器頭部有額外搭載光束炮，機頭下方也安裝有供MS使用的偵查感測器。

## 制作
| 企劃、製作     | SUNRISE                                                   |
| 導演           | 小林寬                                                    |
| 系列構成、劇本 | 大河內一樓                                                |
| 原作           | 矢立肇、富野由悠季                                        |
| 人物設計草案   | MOGUMO                                                    |
| 人物設計       | 田頭真理惠、戶井田珠里、 高谷浩利                         |
| 機械設計       | JNTHED、海老川兼武、稻田航、 形部一平、寺岡賢司、柳瀨敬之 |
| 機械動畫總監   | 久壽米木信彌、鈴木勘太、 前田清明                         |
| 副導演         | 安藤良、綿田慎也（第10話起）                              |
| 設定考證       | 白土晴一                                                  |
| SF考證         | 高島雄哉                                                  |
| 機械協調       | 關西良二                                                  |
| 設定協力       | HISADAKE                                                  |
| 作品設計       | E WO KAKU PETER、ESUTHIO                                  |
| 藝術概念       | 林絢雯                                                    |
| 技術設計       | 宮原洋平                                                  |
| 美術設計       | 岡田有章、森岡賢一、金平和茂、 玉盛順一朗、上津康義       |
| 美術導演       | 佐藤步                                                    |
| 色彩設計       | 菊地和子                                                  |
| 3DCG導演       | 宮風慎一                                                  |
| 介面設計       | 關香織                                                    |
| 攝影           | 小寺翔太                                                  |
| 編輯           | 重村建吾                                                  |
| 音響監督       | 明田川仁                                                  |
| 音樂           | 大間間昂                                                  |
| 音樂製作       | Bandai Namco Music Live                                   |
| 执行制作人     | 小形尚弘、田村烈、丸山博雄                                |
| 制作人         | 冈本拓也、前田俊博                                        |
| 製作           | 萬代南夢宮影像製作、創通、 每日放送                       |

最终产出本剧的高达新剧项目于2018年左右启动策划，以2020年初万代南梦宫电影制作所的冈本拓也担任制作人为项目启动的时间点。项目启动时举办了一场竞赛，以创作团队“MORION航空”提交的提案为起点。

### 故事设定
本作的故事设定是基于“MORION航空”的企划案，由冈本拓也、小林宽、大河内一楼以及负责设定考证的白土晴一通过填充具体内容的方式制作的。由于企划案具有很强的同人志色彩，因此在保留标题词和标语的同时，还融入了小林宽提出的“诅咒”和“束缚”这样的关键词，以及源自威廉·莎士比亚的主题。《水星的魔女》这个标题是从一开始就提出的，HISADAKE表示，他先是有了一个女孩从远方驾驶高达来的形象，然后从那里联想到了在已有的故事中并未被深入开发的水星，以及在边疆地区出生和成长的女孩更容易让人联想到魔女。此外，考虑到魔女是异端但又先进的存在，信奉长有角的象征，因此判断这个标题很适合高达，于是成为了标题的提案。
本剧的故事和主题由大河内一楼、小林宽和安藤良共同开发。他们以科技公司争夺行业利润和控制权为基础，结合威廉·莎士比亚戏剧《暴风雨》和现代早期女巫审判的元素，反映了围绕GUND型技术和参与其研究的人员的主题，比喻为普通人的“诅咒”。大河内一楼决定利用校园背景来扩大吸引力，但也确保以高达系列的标志性“黑暗转折点和令人不安的故事”为特色。万代南梦宫集团与名为“G-PARTNER”的外部合作伙伴合作，将年轻人带入世界各地。
在实际的剧本创作中，目标观众不仅限于年轻人，也扩大到首次接触高达系列的爱好者们。制作过程中，主要从制作一部简单有趣的《水星的魔女》，而非《高达》的角度出发。最初，整个故事的编写是沿用传统系列的硬科幻路线，但在完成第一集剧本的会议中，有人提出了“想从十几岁的年轻人能更亲近的环境开始故事”的想法，于是便新创作了以学园为舞台的故事。冈本拓也引用了一些中学生在参观工作场所前的意见作为这个决定的原因之一，他们说“仅仅因为是高达，就感觉门槛很高，不是为我们制作的作品”，“如果是高达的作品，我就不会去看”。冈本拓也同时也提到，尽管在吸引年轻粉丝方面，之前的系列尝试了各种方法来解决门槛问题，但自从《机动战士高达SEED》首播已经过去了20年，他推测这么多年的时间对于年轻观众来说可能使得他们对该系列的接受变得更加困难。因此，通过同时描绘主要的年轻一代人的人间模式和大人们的戏剧，形成了双层结构的故事，意识到全年龄段的观众都能享受。大河内一楼从小林宽等人的提议开始，看到年轻的工作人员积极提出使用机动战士进行决斗的方案，以及受到机动战士制造商影响的学生宿舍等创意，他确信有趣的高达作品将会诞生。他还提到了对于决斗制度这一首次尝试的看法，他与白土晴一、科幻设定考证的高岛雄哉、机械设计协调员的关西良二等人在重视现实性的同时，对战斗描写进行了讨论。考虑到有观众会对播放时间和内容的重厚度、死亡场景有所敬畏，所以也注重了观看的便利性。但冈本拓也表示，作为高达，故事的转折点和不安的情节是必然的。实际上，随着故事的推进，高达系列特有的在战斗中成长的少年少女的群像剧元素和复杂的亲子关系也被描绘出来。
此外，故事中企业成为了一个重要因素，描绘了在以往的系列中很少见到的企业间竞争。这是因为，现在的世界并非总是由国家驱动，以及在当前难以感受到国家间战争的情况下，企业间的竞争被想象为一个更为亲近的世界，可以唤起大人们的对立关系。因此，大河内一楼称本作既是校园题材，同时也是企业题材，并解释说，虽然主人公周围看起来平静，但这并不是一个根除了战争的世界。
角色设定以小林宽的设想为起点，通过工作人员之间的交流来丰富剧中登场的角色和机动战士，以确保剧情不会散乱。关于电视系列中的首位女性主人公，没有刻意添加元素或考虑性别因素，而是专注于以一个独立的角色来展开故事。另外，由于本作以未来为背景，出现各种各样的角色是自然而然的，这也是小林设定出现多样性角色的原因。然而，小林宽也指出，富野由悠季在以往高达系列的作品中自然而然地描绘了女性的活跃角色，因此解释说本作并非仅仅是为了迎合时代而刻意制造多样性。
关于首次参与高达系列的本剧设计师们，团队对他们的标准是符合“新高达”主题，例如MOGUMO的概念插图在色彩运用和画面设计上与任何现有的高达作品都有所不同，而JNTHED则以出色的方式呈现了一款不拘一格的高达设计，这些都是与“新高达”的主题所相符合的。

#### 前日谈
《PROLOGUE》是在制作方面考虑到希望能够吸引到不了解该作品的观众的兴趣，同时也希望能够向那些期待着正片的高达系列传统粉丝们提供一些影像内容的情况下进行制作的。由于在那个时间段只能发布有限的正片信息，所以最终决定展现作品世界的结构以及正片故事的起点。因此，在正篇中出现的企业、机动战士和各种设定都包含了在这部作品中描述高达所必需的重要信息，并与故事的主题相关联。

### 人物设定
由于角色众多，角色设计由包括MOGUMO在内的四人团队负责。MOGUMO通过与小林的交流负责主要人物的原案设计，动画中登场的主要角色由田头真理惠设计，而户井田珠里和高谷浩利则负责设计配角。MOGUMO在设计中不参考特定对象，而是在突出特征的同时，保持适度的迷恋感平衡，注重使设计看起来自然。此外，还考虑到简洁和易于理解，角色形象被尽可能地减少饰品部件和线条的数量，使得即使只看轮廓也能够辨识出角色的造型。
本剧主要角色的配音演员都是通过录音试听或现场试镜进行选拔的。主角斯莱塔·墨丘利的扮演者是市之濑加那，而斯莱塔的搭档米奥莉奈·伦布兰的扮演者则是Lynn。据市之濑加那和Lynn在一次对谈中透露，故事中描绘的战斗是不涉及生死的决斗，因此在录音过程中她们被要求降低严肃程度。
Lynn表示刚收到角色资料时，她认为米奥莉奈是个有想法又比较酷的女孩。但导演小林宽却告诉她米奥莉奈的个性其实有点有话就说的直性子，对因此惹恼对方也毫不在意。

### 机械设定
机械设计方面，本作启用了六位设计师协同合作。根据作品中的势力分配了不同的设计师，主角系机动战士以风灵高达中心由JNTHED负责设计，杰特克宿舍制造机动战士的由形部一平设计，佩尔宿舍制造的由稻田航设计，格拉斯利宿舍制造的则由海老川兼武设计，其他势力的机体由柳濑敬之和寺冈贤司负责。JNTHED透露，他在设计中注重了“背部到侧腰装备武器移动轨道”以及“上半身类似战车炮塔，以腰部为基点可360度旋转”的细节。前者因与高达F91相似，只留下了设计的痕迹，而后者几乎被所有的机动战士采用。此外，JNTHED通过与海老川等人的交流，将关节结构、机动性能的合体机制以及考虑到商品化的设计都融入了机体设计之中。另外，JNTHED还在设定方面提出了将“Gund（魔法）”与“Arm（武器）”结合为“GUND-ARM（高达）”等设定的建议。本系列作品中登场MS采用了与以往作品中出现的机动战士所不同的设计，有着独特的腿部构造，使其在动作表现上较以往更为出色。

### 作画
在画面制作方面，许多战斗场景都是通过手绘来描绘的，3DCG则部分地用于表现驾驶舱周围、战舰和机动性的机动战舰等的有机运动。最初曾考虑过像《机动战士高达 闪光的哈薩威》和《机动战士高达 库库鲁斯·多安之岛》一样引入完整的3DCG，但出于融合日昇制作社旗下擅长手绘机器人的动画师的魅力、除了日昇制作社之外几乎没有其他公司在手绘机器人动画方面有经验，以及出于不想断绝这种文化的考虑而放弃了这个想法。为此，虽然与机动战士相关的制作信息量增加了，但通过小林宽减少涂色分区和考虑部件易绘制等方面的机体设计进行了调整。
此外，本剧还极其罕见的邀请自由影像创作者林绚文以动画作品概念艺术负责人的身份参与。采用了根据以实拍为形象的画面构图所制作的美术来创造画面的方法。聘用林绚文是基于小林宽从制作开始就希望着眼于色调和拍摄处理，以便制作出最终画面，因此她的聘用成为了确定色彩和氛围的起点。

## 音乐
本作的音乐由曾参与《机动战士高达 Twilight AXIS》制作的大间间昂负责。录音时，世界各国的艺术家都参与其中，录音地点包括东京、布达佩斯、维也纳等地。在作曲方面，大间间昂针对日常场景的音乐，旨在突出角色，同时不干扰演员的表演而创造出一种自然的氛围；而针对战斗场景的音乐，则采用了更具攻击性的曲调。此外，在选择乐器方面，根据小林的要求希望有一种“朴实的音乐”，民族乐器被引入以表达人类的特质。此外，为了满足异端者和少数民族希望展现被压抑的自我的要求，特别安排了由意大利歌手Clara Sorace演唱的人声部分，以增强表现效果。

### 乐曲
本剧第一部片头主题曲，是由日本流行乐组合YOASOBI创作的《祝福》。这首歌的歌词以小说《摇篮之星》为蓝本，描述了与主人公一同战斗的风灵高达的心境。第一季和第二季的最后一集副标题，都取自这首歌中的歌词。其中，在第一季的最终话中，以柔和的曲调将器乐版本的《祝福》用于普洛斯佩拉教唆斯莱塔实施谋杀的场景，引用的副标题短语被用来表现出对斯莱塔的诅咒。另外，第二季最后一集以《祝福》作为片尾曲。

## 宣传
本片最初于2021年9月15日由日本动画制作社日昇在线举办的“第二届高达大会”上首次披露。作为继《机动战士GUNDAM 铁血的奥尔芬斯》第一季于2015年10月开播之后睽违7年的系列全新电视动画作品，本片计划于2022年播映。会上，制作方万代南梦宫娱乐的首席高达官（CGO）藤原孝史表示本作以在今後獲得全世界各地的青少年對GUNDAM系列的支持為目標。同时上线的官方网站则提供了多种语言的选项。同期公开的还有安彦良和执导的动画电影《機動戰士GUNDAM 庫克羅斯·德安之島》以及《机动战士GUNDAM 铁血的奥尔芬斯》的特别篇作品。2022年1月28日“日5”时段复活纪念活动上，制作方又进一步确定了本片首播时段为每日放送、TBS電視台的10月“日5”时段。
两个月后的同年3月29日，制作方在官方网站上披露了本作主人公以及主角机动战士。此外还有将在同年夏天公开作品前传篇章《PROLOGUE》的消息。同时，在官方YouTube频道GUNDAM Channel以及推特上披露了一段30秒长的预告片。片中展示了红色短发的主角人物在似乎是机库的地方回头望向某处，在接近片尾时其身后的高达在绚丽的场景中启动。此时公开的信息中，主人公为一名女性，而主角机动战士名为“風靈GUNDAM”（Gundam Aerial）。在同一天举办的“第三届高达大会”上，制作方公开了作品首幅视觉图，展示了星空背景下女主人公在单膝跪地的主角机动战士前望向远方。藤原孝史表示，将通过这部作品向世人展示“以女性为主人公的全新世界观”。尽管此前已有在《机动战士高达0080：口袋里的战争》中也曾出现一位名叫克莉絲汀娜·麥肯錫的女性驾驶员驾驶高达NT-1的先例，但本作还是被认为是系列中首次以女性为主人公的作品。6月18日，随着前传篇章《PROLOGUE》制作消息一同在官网上公开的还有在《PROLOGUE》中登场的两台机动战士的设定，分别名为魔靈GUNDAM（Gundam Lfrith）和異端審判者（Beguir-Beu）。前者与風靈GUNDAM有着相似的外形，被猜测可能是原型机。进一步的消息指出，前传《PROLOGUE》将在2022年夏天，全球所有已经建成的GUNDAM实物大小立像一同举办首次联动活动“GUNDAM NEXT FUTURE -LINK THE UNIVERSE-”时公开。执行制作人小形尚弘在网上记者会上提到了女主角和学校背景的故事，并表示这是一部不属于宇宙世纪的新高达作品，将着眼于创作全新作品以吸引新粉丝。同年7月14日，在“GUNDAM NEXT FUTURE -LINK THE UNIVERSE-”上公开了有关《PROLOGUE》的信息，这是《PROLOGUE》的首次公开活动。

## 商业联动

### GUNPLA
在2021年3月底，制作方公布本作主角机动战士的同时，也确认了萬代旗下品牌BANDAI SPIRITS将发售主角机动战士的HG塑料模型玩具。与前传《PROLOGUE》一同公开的两架机动战士，魔靈GUNDAM和異端審判者的同时，塑料模型玩具也在同步开发中。在2022年5月11日举办的第60届静冈模型展上BANDAI SPIRITS发布了本作主角机动战士“風靈GUNDAM”的SD式样的样品。在同一展会上也确认了主角机动战士“風靈GUNDAM”预定在10月份发售。

### 万代旗下其他品牌
2022年5月19日，BANDAI SPIRITS公开主角机动战士的ROBOT魂系列玩具将在2022年11月上市发售，并表示在5月26日就可以接受预訂。

### 其他品牌
本剧播出后，香水品牌primaniacs推出了与本作联名的香水产品。此外，本剧角色之一古爾·杰特克也在日剧《獻給國王的無名指》的第7集中以动漫角色的形式作为剧中角色的结婚对象客串登场。

## 相关作品
本剧第一季播出后，官方于2023年2月25日发售了官方小说第一集，由高島雄哉撰写。该小说第一集包含从《PROLOGUE》到第3集的内容，以及聚焦于米奥莉奈的前新郎候选人的小说原创内容。官方外传漫画《機動戰士鋼彈 水星的魔女 瓦納迪斯之心》（機動戦士ガンダム 水星の魔女 ヴァナディースハート）则预定于2023年3月25日开始在《GUNDAM ACE》5月号上开始连载。本作由《幼女战记》漫画版的作者東條チカ作画，由米山昂负责剧本，而HISADAKE参与协助。

## 反响
这部作品在播出之前就因其女主角以及以学校为背景而受到关注。自本作机动战士设定公开后，就有爱好者表示本作的机动战士设定让人联想起《机动战士GUNDAM 铁血的奥尔芬斯》中的獵魔鋼彈和《GUNDAM Reconguista in G》中的G-self。本剧播出后，主角作为女性而成为新郎的故事发展成为社交网络上的热门话题。本剧的官方推特账户订阅者人数也一举突破17万。在播出期间，本剧因出现校园、百合等元素而被认为与大河内一楼的小说《少女革命》有相似之处。动漫研究者加加美利治指出这可能是某种自我致敬。加加美利治还介绍了两类观众的评价，一类是欣赏明快风格的年轻一代爱好者；另一类是根据大河内过去执导《Code Geass》等不幸结局作品的经历，对未来发展感到担忧的传统粉丝。他评论说，无论何时将作品引向战争路线都不足为奇。

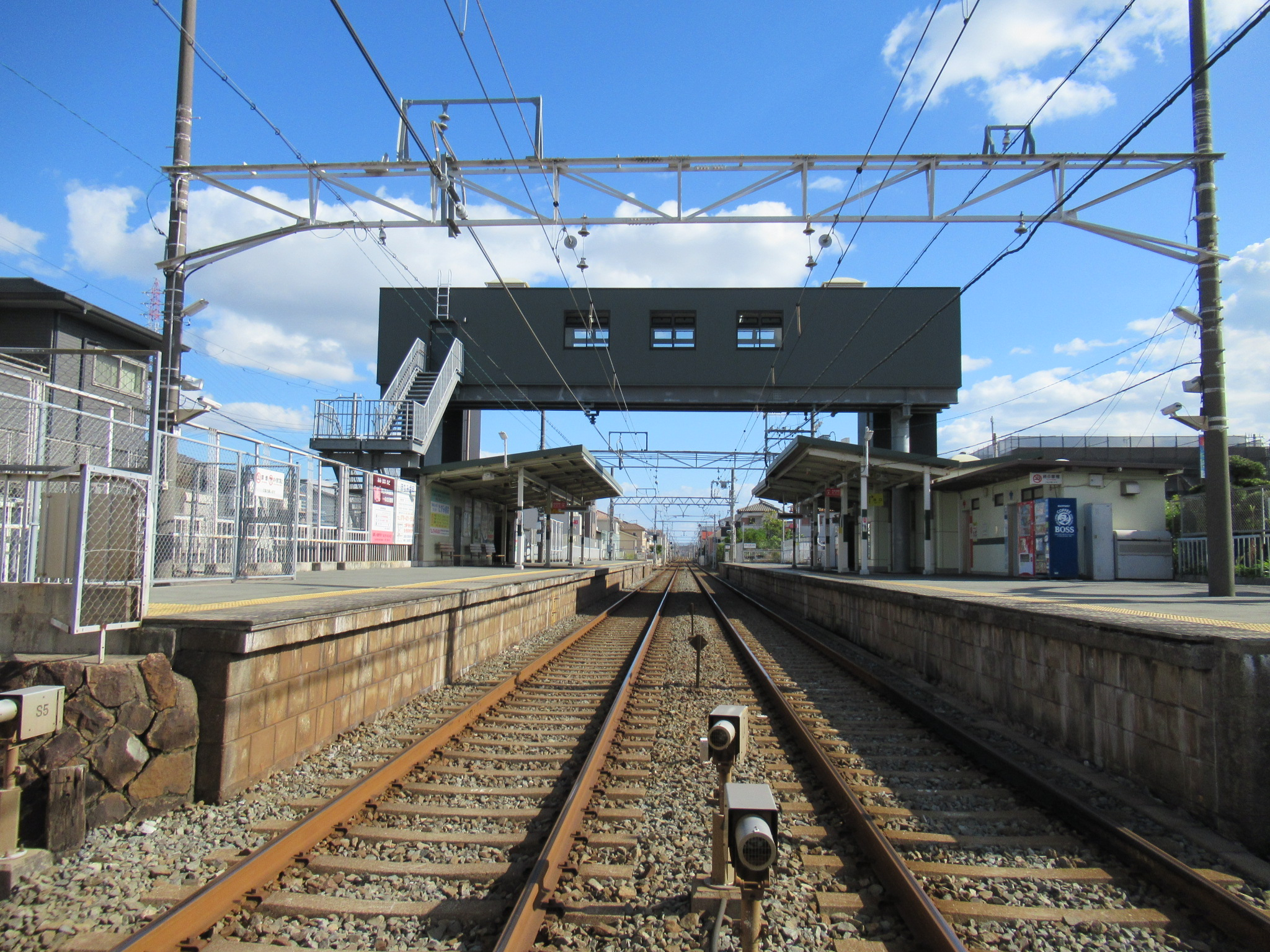
加古川市的滨之宫车站

第一季开始播出后，《PROLOGUE》因与主线故事的联系较为模糊，其登场角色与本篇是否为同一人物，以及主人公的亲子关系是否是真实的等故事情节上的疑问，作为神秘要素成功的吸引了观众的注意。小形在接受采访时提到，从国外也收到了巨大的反响，在纽约的动漫活动上，“我们一直在期待这样的作品”的反应以及“这是一部多样性的作品”的声音引起了关注。但本剧由于同性婚约、人机三角恋等元素，而在香港连登社区中遭到了热议，包括角色设定是否有政治正确倾向，剧情推进是否合理等。而导演证实两位女主角在本剧结尾结婚的訊息，也使得本片明确成为不光是高达系列中首部以女性为主角，更是首部以LGBT角色为主角的作品。另外，在第10集中描绘的地球风景与日本兵库县加古川市的滨之宫车站和市民游泳池等地相似，而出现的吉祥物也让人联想到该市的地方美食“胜饭”，在社交媒体上引起了热议。加古川市的市长冈田康裕也在Facebook等社交媒体上提及了这一点。
开播后，诸如“双标臭老爹”（ダブスタクソ親父）和“罗密朱丽”（ロミジュリ）之类的剧中台词和关键字都会成为Twitter上的热门话题。根据《月刊Newtype》（KADOKAWA）的统计，该播出期间的推文数量在同时播出的电视动画作品中排名第一。在评选排名方面，“双标臭老爹”一词被选为“ガジェット通信 动画流行語大賞2022”的铜奖。在2022年12月12日发布的“ネット流行語100 2022”中，本作在“Top 20 単語賞”中排名第15，而主人公斯莱塔·墨丘里则排名第9。在2024年第18届声优奖中，因本作的话题性而使得斯莱塔的声优市之濑加那获得了主演声优奖，而盖尔·杰特克的声优阿座上洋平和普洛斯佩拉·墨丘里的声优能登麻美子都获得了配角声优奖。

### 评论
剧本作家深见真在他在《月刊GUNDAM ACE》上连载的专栏中指出本作叙事上非常出色，在描绘真挚恋爱和青春故事的同时，也巧妙地避免了沦为普通的校园剧的境地。动画专栏作家小新井凉指出，这部作品之所以备受关注，是因为它具有让不习惯机器人题材或沉重故事的观众也能轻松享受观看乐趣的“广泛接受度”，以及观众对故事情节和对白等的积极反应，通过各种媒体形式发布评论和粉丝作品，在社交媒体上引发热议的“与社交媒体的热度相匹配”，这两个因素是作品话题性的关键。在此基础上，小新井将该作描述为具有当代特色的“最新的高达”。

### 爭議
日本播映才結束，國外配音版正要開始，國外動畫代理商Crunchyroll陸續宣布主要角色的配音員，在公布角色名單中，為蘇萊塔配音的Jill Harris以其白人身分引起了關於膚色的正反討論。在日本放送倫理・番組向上機構的“青少年委员会”上，关于第12集最后一幕的残忍性引起了讨论，这一点也在官方网站上得到了报道。針對家長的投訴，青少年委員會的委員也都表示意見，有人認為「雖然分離的手臂在宇宙中漂浮的畫面有刻意把血的顏色調淡，但並不是能在周日下午5點和家人一起觀看的場景」、「劇情發展相當溫和，突然有這種殘殺的場面出現，觀眾應該會嚇到吧？」。此外，本剧播映结束后在《GUNDAM ACE》2023年9月刊的一次采访中，提到了关于斯莱塔和米奥莉奈关系的“结婚”一词，但这一部分在电子版中被删除，引发了社交媒体上的描述差异。尽管斯莱塔和米奥莉奈可能被解释为已经结婚，但由于万代南梦宫电影公司发布了校正错误的声明，因此无论日本国内还是海外都有“这是一种同性恋炒作”的批评出现。不過在聲明後，監督小林寬在藍光版和機械設定集的訪談中再一次確認了兩人的婚姻。

## 脚注

## 外部連結
- 官方网站（日語）（繁體中文）（简体中文）（英文）（法文）（意大利文）（泰文）
- 機動戰士GUNDAM 水星的魔女的X（前Twitter）
- PROLOGUE - GUNDAM.INFO官方YouTube頻道

| 前任： 機動戰士GUNDAM 庫克羅斯·德安之島 | GUNDAM系列作品（依發行年份） 2022 - 2023 | 繼任： 機動戰士高達SEED FREEDOM |